# Écouen
Écouen est une commune française située dans le département du Val-d'Oise, en région Île-de-France.
Située à environ 19 km au nord de Paris et à 15 km de l'aéroport Roissy-Charles-de-Gaulle, elle compte environ 7 400 habitants.
La ville est connue pour son château, qui abrite le musée national de la Renaissance.
Ses habitants sont appelés les Écouennais.

## Géographie

### Localisation
La ville est implantée dans l'est du département du Val-d'Oise, au nord de l'agglomération parisienne. Écouen se situe sur le flanc septentrional d'une butte-témoin couronnée par la forêt d'Écouen et dominant la plaine de France, à dix-neuf kilomètres au nord de Paris, et à une dizaine de kilomètres de l'aéroport Roissy-Charles-de-Gaulle. Les terrasses du château, au sommet de la butte, constituent un des meilleurs points de vue sur la plaine de France.

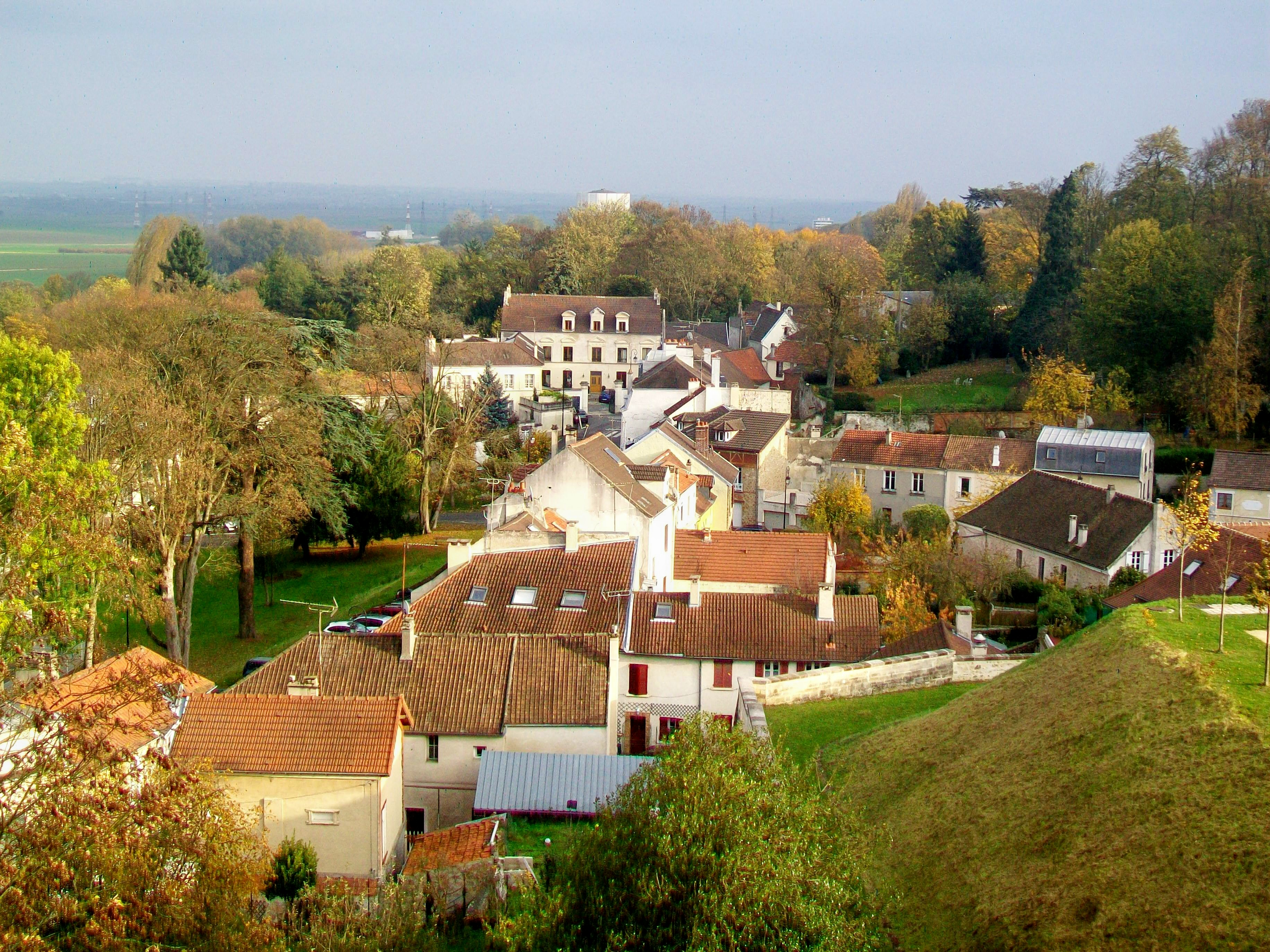
Vue sur l'est du vieux village depuis le château.

Limitrophe de Sarcelles et Villiers-le-Bel, la ville d'Écouen (qui est restée un « gros village ») témoigne de ce à quoi ressemblaient ces deux communes avant la construction des grands ensembles.
La plus grande partie de la ville est comprise dans le plan d'exposition au bruit de l'aéroport de Roissy, rendant non constructibles les champs et terrains qui entourent la ville.

### Communes limitrophes
| Ézanville              | Le Mesnil-Aubry | Le Plessis-Gassot |
| Piscop                 | Écouen          |                   |
| Saint-Brice-sous-Forêt | Sarcelles       | Villiers-le-Bel   |

### Transports en commun
Écouen est desservie par la gare d'Écouen - Ézanville, sur le réseau Transilien Paris-Nord, branches Paris-Nord — Persan-Beaumont/Luzarches. La gare est desservie à raison d'un train omnibus au quart d'heure en heures creuses et à la même fréquence en heures de pointe. La desserte se réduit à un train omnibus à la demi-heure en soirée (après 20 h 30). Il faut de 16 à 22 minutes de trajet à partir de la gare du Nord.
Elle est également desservie par la ligne de bus RATP 269, reliant la gare de Garges - Sarcelles à l'hôtel de ville d'Attainville ainsi que par la ligne 1517 du réseau de bus de la Vallée de Montmorency, reliant la gare de Domont à la place Aristide Maillol en passant par la gare d'Écouen - Ézanville.

### Climat
Pour des articles plus généraux, voir Climat de l'Île-de-France et Climat du Val-d'Oise.
En 2010, le climat de la commune est de type climat océanique dégradé des plaines du Centre et du Nord, selon une étude du CNRS s'appuyant sur une série de données couvrant la période 1971-2000. En 2020, Météo-France publie une typologie des climats de la France métropolitaine dans laquelle la commune est dans une zone de transition entre le climat océanique et le climat océanique altéré et est dans la région climatique Sud-ouest du bassin Parisien, caractérisée par une faible pluviométrie, notamment au printemps (120 à 150 mm) et un hiver froid (3,5 °C).
Pour la période 1971-2000, la température annuelle moyenne est de 11,2 °C, avec une amplitude thermique annuelle de 15 °C. Le cumul annuel moyen de précipitations est de 688 mm, avec 10,2 jours de précipitations en janvier et 8,3 jours en juillet. Pour la période 1991-2020, la température moyenne annuelle observée sur la station météorologique la plus proche, située sur la commune de Bonneuil-en-France à 7 km à vol d'oiseau, est de 12,1 °C et le cumul annuel moyen de précipitations est de 616,3 mm,. Pour l'avenir, les paramètres climatiques de la commune estimés pour 2050 selon différents scénarios d'émission de gaz à effet de serre sont consultables sur un site dédié publié par Météo-France en novembre 2022.

## Urbanisme

### Typologie
Au 1er janvier 2024, Écouen est catégorisée grand centre urbain, selon la nouvelle grille communale de densité à sept niveaux définie par l'Insee en 2022.
Elle appartient à l'unité urbaine de Paris, une agglomération inter-départementale regroupant 407  communes, dont elle est une commune de la banlieue,,. Par ailleurs la commune fait partie de l'aire d'attraction de Paris, dont elle est une commune du pôle principal,. Cette aire regroupe 1 929 communes,.

## Toponymie
Iticiascoa en 637, Esconium, Escouaeum, Escuem.

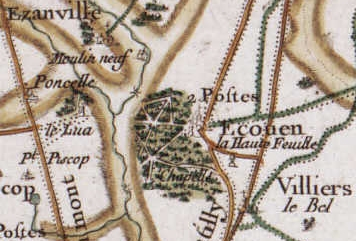
Écouen vers 1780 (carte de Cassini).

Le nom de la commune provient de l'anthroponyme gaulois Scotus et du mot gaulois magos, marché.

## Histoire

### Origines
La colline d'Écouen est une butte-témoin dominant la plaine de France. Placée entre le synclinal de Saint-Denis et l'anticlinal du pays de Bray, elle prolonge au sud-est la vallée de Montmorency dont elle est séparée par la vallée du Petit Rosne.
En 632 : « Le bon roi Dagobert a fait présent de la terre et seigneurie d'Écouen à la basilique Saint-Denis. Ce village offert se nomme alors : Iticiniscoam. Il réunissait les communes actuelles d'Écouen et Ézanville. Iticin se traduit en latin par « ville », ce qui a donné Ézanville. Iticiniscoam s'est contracté en Iscoam ce qui a donné, au fil du temps, Écouen. ». L'acte de don du roi à l'abbaye est conservé à Saint-Denis. Après cette archive, on ne trouve plus de trace écrite d'Écouen pendant une longue période.

### Les Templiers
Il semble que par la suite une partie du territoire d'Écouen ait appartenu aux Templiers puisqu'on retrouve les traces d'un échange en 1269 entre l'Ordre et la Maison de Montmorency : alors que Mathieu III de Montmorency cède aux Templiers 62 arpents de terre aux alentours de Bondy et ceux-ci cèdent en contrepartie 20 arpents situés à Écouen.

### XVIeetXVIIesiècles: les Montmorency

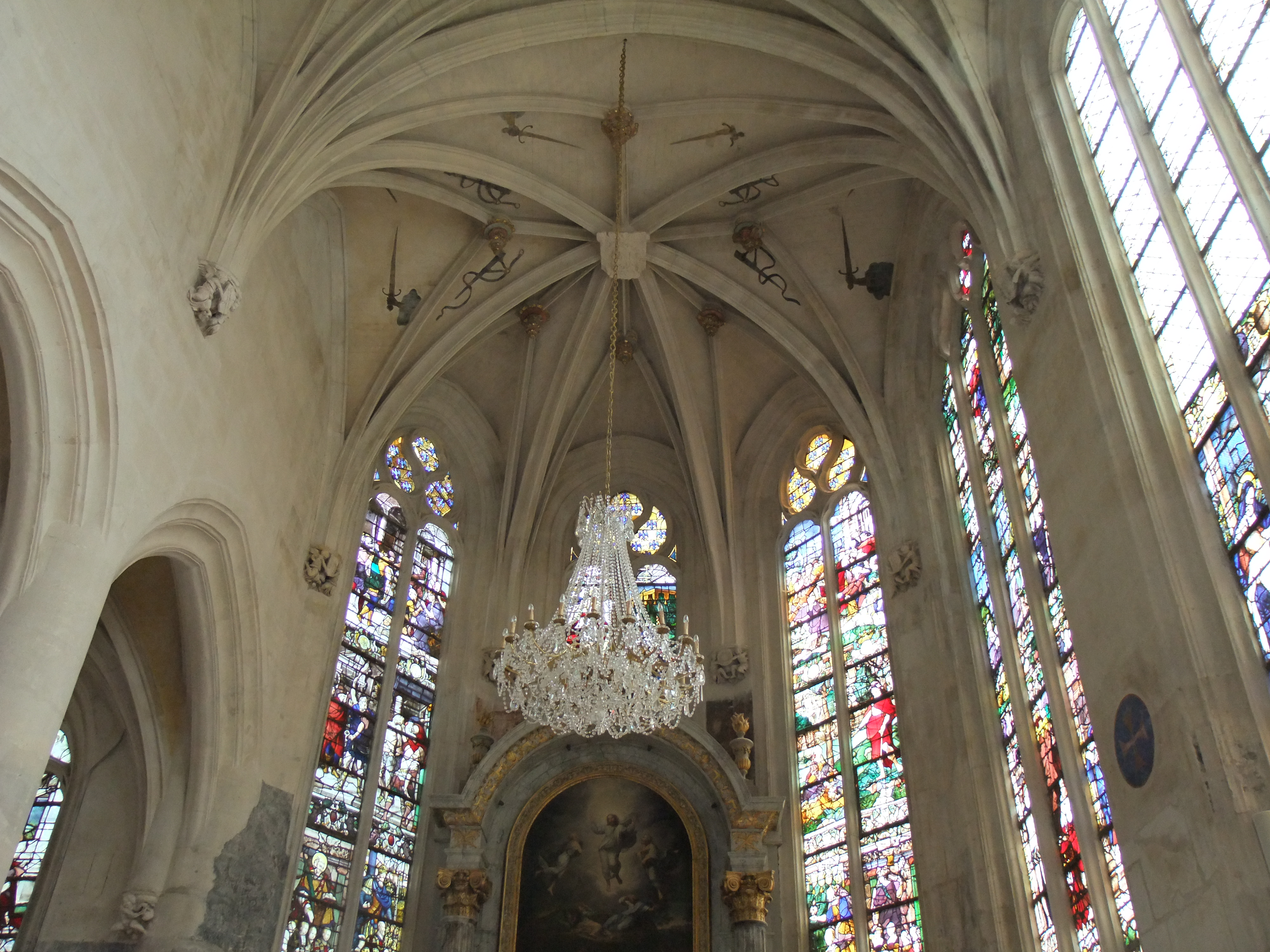
Vitraux de l'église Saint-Acceul d'Écouen.

Écouen est le berceau de la célèbre famille de Montmorency, issue de Bouchard de Montmorency, qui devait y posséder un donjon. Dès le XIIe siècle, il est fait mention d'un castel appartenant aux Montmorency à Écouen, mais il ne nous est pas parvenu de description de cet édifice aujourd'hui disparu.
Les barons de Montmorency possèdent la quasi-totalité de la Plaine de France au XVIe siècle, dont Écouen fait partie. C'est alors l'une des plus puissantes familles seigneuriales du Royaume, dont les différents membres sont très proches des rois de France successifs. Anne de Montmorency (qui est un homme, filleul d'Anne de Bretagne qui lui donne son nom), connétable de France, métamorphosa au début du XVIe siècle le castel en résidence monumentale marquée par l'architecture et l'art de la Renaissance. À partir de ce moment, l'histoire du village est intimement liée à la destinée des Montmorency et de leur immense château bâti au sommet de la butte. Pour l'édifier, Anne de Montmorency, devenu l'homme le plus puissant du Royaume après le roi lui-même, fait appel aux plus grands artistes (peintres, architectes, sculpteurs…). Le château d'Écouen devient un des joyaux de l'architecture de la Renaissance. Il fut visité en 1527 par François Ier, puis en 1547, par Henri II, qui, en 1559, y ordonna le cruel édit d'Écouen condamnant à mort les luthériens. Écouen devient même le lieu de villégiature préféré d'Henri II. À la mort de ce dernier, le Royaume sombre dans les guerres de Religion, au cours desquelles Anne de Montmorency est tué. Ses possessions reviennent à ses descendants, mais la famille s'éteint un peu plus tard.
L'église Saint-Acceul date également du XVIe siècle, elle est élevée, ainsi que plusieurs autres bâtiments (les écuries du château, la grange dîmière…) juste en contrebas du château, ce qui est aujourd'hui le centre-ville d'Écouen. Ses vitraux ont été préservés de toutes les guerres, et sont pour cette raison très connus. C'est la seule église de France à porter ce nom.
En 1632, la branche aînée des Montmorency s'éteint. Le domaine d'Écouen est confié à la duchesse Charlotte d'Angoulême. Sa descendance cédera à son tour le château à la famille de Condé, qui conserva presque intact le monumental legs.

### XVIIIesiècle: les Condé
Les Condé firent détruire une aile du château, remplacée par une construction basse. Leur intention aurait été de dégager la vue sur la Plaine de France depuis le château. Cette imposante aile a été en partie retrouvée lors de fouilles en contrebas, dans la ville d'Écouen. Les pièces sont exposées dans le château.
De façon générale les Condé entretiennent peu le château, et auront donc peu d'influence sur le développement de la ville.
L'église Saint-Acceul d'Écouen est agrandie en 1737.
À la Révolution française, le château est confisqué. L'édifice lui-même subit peu de dégâts, mais la plus grande partie du mobilier est emporté. En 1793 la première expérience de télégraphie optique est réalisée en partie à Écouen.

### XIXesiècle

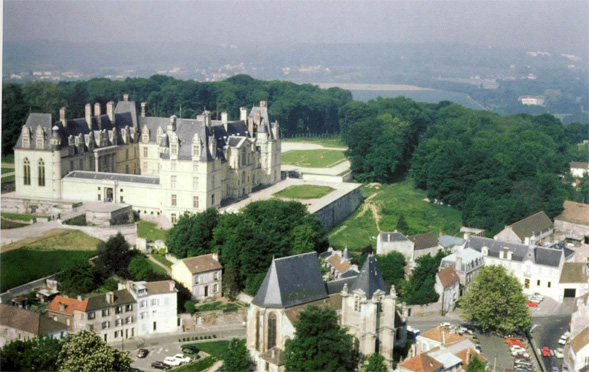
Le château surplombant le centre-ville ancien d'Écouen.

#### Le château
En 1805, Napoléon Ier créa la première maison d'éducation pour les filles de légionnaires (de la Légion d'honneur) au sein du château d'Écouen, qui y demeura jusqu'en 1962. Il visita Écouen en 1809. Le château accueille ainsi les filles de personnalités s'étant vues décorées. Une ordonnance royale de 1814 à la Restauration, supprime temporairement la maison d'Écouen, qui est réunie à celle de Saint-Denis, et le château est rendu au prince de Condé qui ne s'en occupe guère.
En 1844, Pierre-Joseph Charrin s'installe à Écouen dans une maison bâtie en 1784 pour Adeline, de la Comédie italienne, et y demeure jusqu'à sa mort survenue le 25 avril 1863. C'était un chansonnier, auteur de pièces de théâtre et goguettier très connu. Né à Lyon le 2 février 1784, il fut président d'honneur de la célèbre goguette parisienne du Caveau. Il est aujourd'hui complètement oublié du grand public.
En 1852, Napoléon III fonde à nouveau au château d'Écouen, une maison d'éducation pour les filles d'officiers décorés, jusqu'au grade de capitaine. La Fontaine Hortense est bâtie à ce moment dans le parc du Château. Dix ans plus tard, le château des Montmorency est classé Monument historique.

#### La colonie de peintre
Au milieu du XIXe siècle, Écouen accueille, à l'initiative de l'artiste Pierre-Édouard Frère une colonie de peintres, lesquels viennent de toute l'Europe, des personnalités comme David Ossipovitch Widhopff (Russie), Mary Cassatt (États-Unis) et bien d'autres, notamment d'Angleterre. Ces derniers ont été encouragés par le critique John Ruskin qui appréciait l'art des peintres de cette école. Leurs toiles se vendaient, à l'époque, très chers sur les marchés d'art américains. L'impact sur la ville fut notable. Les peintres ont ainsi fait construire de belles demeures avec de larges baies vitrées pour leur atelier. La plupart sont encore en l'état, et quelques rues de la ville portent le nom de ces peintres.

#### Le fort
À la suite de la défaite de 1871, la construction d'une série de forts est entamée, ceinturant la capitale pour améliorer sa défense. C'est à ce moment que le fort d'Écouen est bâti. Il ne faut en aucun cas le confondre avec le château. Le fort est une construction polygonale de défense, dans la forêt, conçu pour pouvoir abriter plus de 300 hommes et 22 pièces d'artilleries en cas de guerre. Une partie du fort d'Écouen a disparu, mais il en subsiste encore de nombreuses traces.

### Le télégraphe de Chappe
À la fin du XVIIIe siècle, Claude Chappe invente le premier système de télécommunication au monde. Il s'agit d'un télégraphe mécanique, optique aérien.
Pendant la Terreur révolutionnaire, le 12 juillet 1793, Écouen fit partie de la première expérience officielle de transmission optique réussie d'un message sur une distance de 25 km. Le message fut délivré entre Ménilmontant (à Paris) et Saint-Martin-du-Tertre en passant par Écouen. La commune avait été choisie pour le poste relais en raison de sa butte. Alors que Claude Chappe et Pierre Daunou envoient le message à Ménilmontant, Abraham Chappe, son frère, et Joseph Lakanal l'attendent à Saint-Martin-du-Tertre. En onze minutes le message est envoyé : « Daunou est arrivé ici. Il annonce que la Convention nationale vient d'autoriser son Comité de Sûreté Générale à apposer les scellés sur les papiers des représentants du peuple. » La réponse fut : « Les habitants de cette belle contrée sont dignes de la liberté par leur amour pour elle et leur respect pour la Convention nationale et ses lois. » La réponse fut transmise en neuf minutes.
L'expérience étant une réussite, quelques semaines plus tard, le Comité de salut public, influencé par Lakanal, ordonne la construction de la première ligne télégraphique de l'histoire. Elle relie Paris et Lille, alors zone de combats. C'est Claude Chappe qui réalise la construction, sur 230 km, de 23 stations relais du Louvre à l'église Sainte-Catherine de Lille, via Écouen. Ce sont les menaces d'invasion aux frontières qui ont entraîné dans l'urgence l'installation rapide du télégraphe. Il permettait à l'époque de transmettre de courts messages en une demi-heure de Paris à Lille, seulement en plein jour.
D'autres lignes furent développées au XIXe siècle. Puis l'électricité et les chemins de fer rendirent obsolète ce système télégraphique optique.
Une exposition consacrée au télégraphe de Chappe est proposée à l'office de tourisme d'Écouen. Le relais, à l'origine situé sur la butte, dans la forêt, a disparu. Néanmoins, les travaux récents ont pu retrouver son emplacement.

### DuXXesiècleà nos jours
Le 3 septembre 1914, un escadron du Husaren 16 avec une compagnie du Regiment Infanterie 27, arrivent à Écouen.
Les deux guerres mondiales font des dégâts dans la ville, mais les principaux monuments restent intacts. Les vitraux de l'église ont été protégés par les habitants. En 1940 la reddition de Paris est signée à Écouen.
En 1962, la maison d'éducation quitte le château qui est alors cédé au ministère des Affaires culturelles. André Malraux décide d'y installer le musée national de la Renaissance, pour exposer les collections françaises de cette époque. Après d'importants travaux, le musée ouvre ses portes en 1977, ouvrant la voie au tourisme. Il est à l'heure actuelle le seul musée de France entièrement consacré à cette période pourtant riche en somptueuses œuvres d'art. Le musée d'Écouen présente donc une collection remarquable, visité par des chercheurs, historiens et passionnés du monde entier.

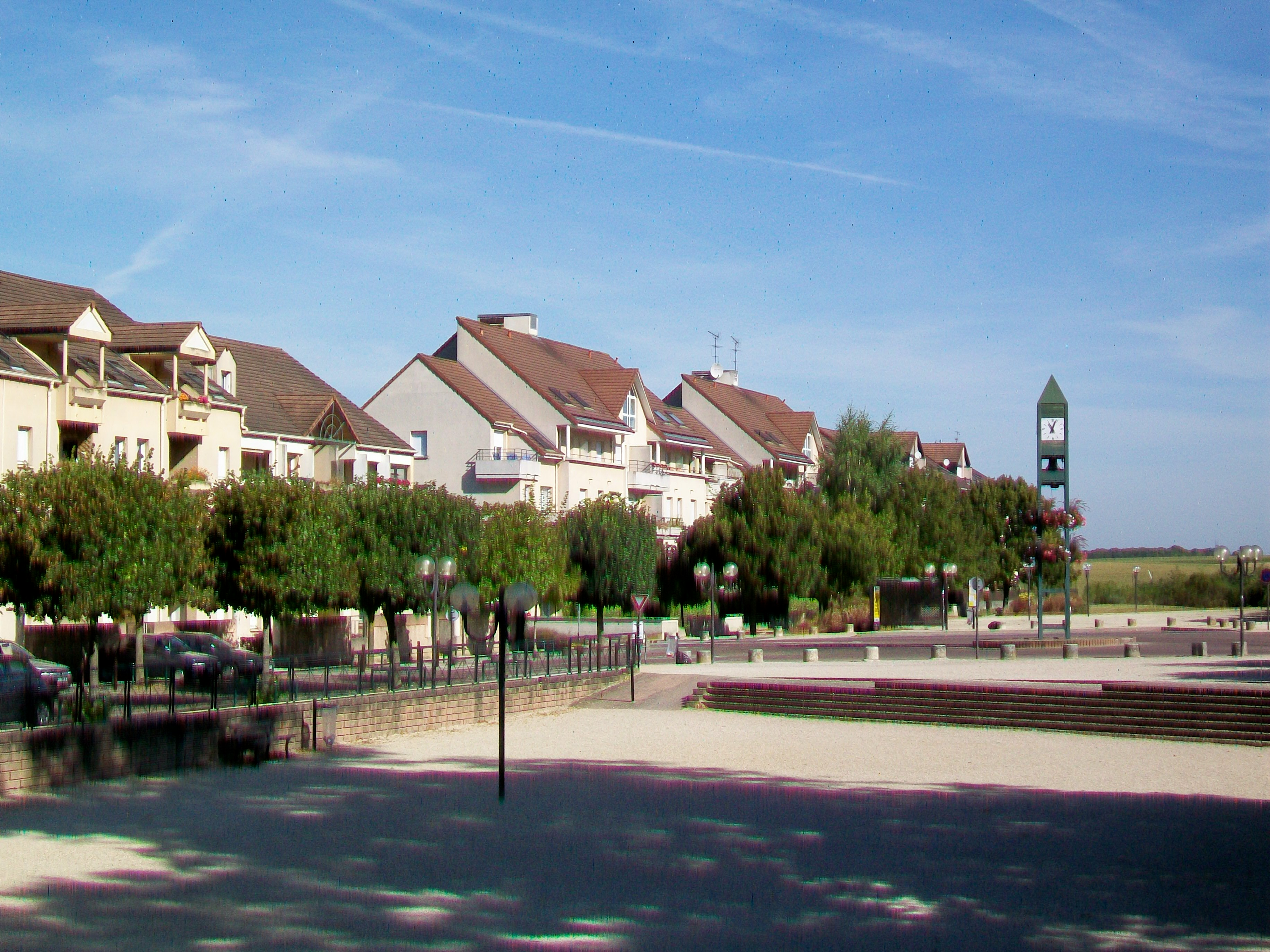
Le mail d'Écouen, aussi appelé Fontaine Saint-Martin, principal quartier d'habitat collectif de la ville

De son histoire, la commune a hérité d'un château digne de ceux du Val de Loire, d'une église du XVIe siècle aux vitraux remarquables, d'une grange dîmière, sans compter une école de peinture du XIXe siècle, qui constituent un patrimoine d'une très grande richesse. Durant les années 2000, l'essentiel du patrimoine d'Écouen a été restauré sous l'impulsion du maire, Bernard Angels, pour faire de la ville un haut lieu touristique.
Plus largement, la ville s'est transformée pendant le mandat de Bernard Angels (maire de la commune depuis 1977). Écouen a progressivement évolué d'un village agricole à une véritable ville. De nombreux bâtiments à l'abandon ont été rénovés et de nouveaux quartiers ont été créés (depuis les années 1980 : plusieurs rénovations de l'église, création du quartier du Mail, rénovation du manoir des Tourelles, rénovation de la grange à dîmes puis des écuries, ouverture d'une bibliothèque, ouverture d'un centre socio-culturel, création d'une nouvelle école…). Les nouveaux quartiers ont cependant tenu compte d'une grande exigence architecturale pour se fondre dans le paysage et ne pas défigurer les abords des monuments d'Écouen. Ainsi, rares sont les immeubles de plus de 5 étages, et les nombreux parcs (parc Charles-de-Gaulle, parc Lemaire…) font de cette ville un lieu agréable à vivre, qui présente un contraste très net avec les villes limitrophes de Sarcelles ou Villiers-le-Bel.

## Politique et administration

### Rattachements administratifs et électoraux
Antérieurement à la loi du 10 juillet 1964, la commune faisait partie du département de Seine-et-Oise. La réorganisation de la région parisienne en 1964 fit que la commune appartient désormais au département du  Val-d'Oise et à son arrondissement de Sarcelles, après un transfert administratif effectif au 1er janvier 1968.
Écouen était depuis 1793 le chef-lieu du canton d'Écouen. Dans le cadre du redécoupage cantonal de 2014 en France, la commune fait désormais partie du canton de Fosses.
Écouen était le siège d'une juridiction d’instance supprimée par la réforme de la carte judiciaire française de 2008. La commune fait partie de la juridiction de grande instance ainsi que de commerce de Pontoise,. Elle est désormais rattachée au tribunal d'instance de Gonesse. Le bâtiment du tribunal, en centre-ville, appartient désormais à la commune qui le reconvertira. Par ailleurs, la ville d'Écouen dispose sur son territoire d'une brigade de gendarmerie.
Les services municipaux comptent plusieurs structures dont l'hôtel de ville, les ateliers des services techniques, la bibliothèque municipale André-Malraux et le centre culturel Simone-Signoret. L'hôtel de ville abrite une collection de tableau de peintres d'Écouen (dans la salle du conseil municipal) et que l'on peut visiter.

### Intercommunalité
La ville d'Écouen faisait partie depuis décembre 2009 de la communauté d'agglomération Roissy Porte de France (CCRPF).
Dans le cadre de la mise en œuvre de la loi MAPAM du 27 janvier 2014, qui prévoit la généralisation de l'intercommunalité à l'ensemble des communes et la création d'intercommunalités de taille importante, le préfet de la région d'Île-de-France approuve le 4 mars 2015 un schéma régional de coopération intercommunale qui prévoit notamment la « fusion de la communauté d'agglomération Val de France (95) et de la communauté d'agglomération Roissy Porte de France (95), et extension du périmètre du nouveau regroupement aux communes de Seine-et-Marne (77) suivantes : Claye-Souilly, Compans, Dammartin-en-Goële, Gressy, Juilly, Le Mesnil-Amelot, Longperrier, Mauregard, Mitry-Mory, Moussy-le-Neuf, Moussy-le-Vieux, Othis, Rouvres, Saint-Mard, Thieux, Villeneuve-sous-Dammartin, Villeparisis », qui appartenaient auparavant à la communauté de communes Plaines et Monts de France.
C'est ainsi qu'est créée le 1er janvier 2016 la communauté d'agglomération Roissy Pays de France dont fait désormais partie Ecouen.

### Tendances politiques

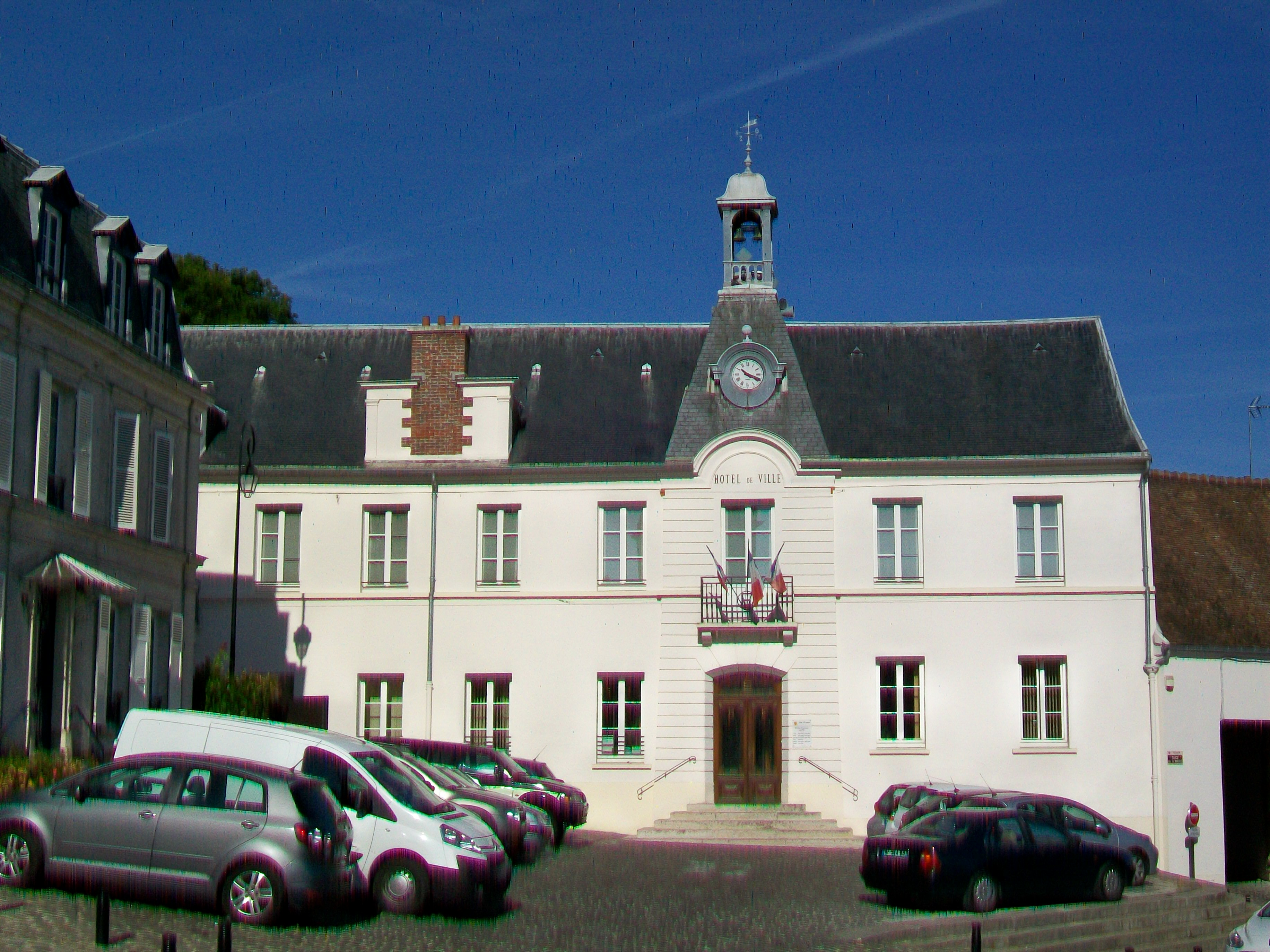
Façade de l'hôtel de ville d'Écouen.

Politiquement, Écouen semble se présenter comme un bastion de la gauche. Le maire Bernard Angels (Parti socialiste) a en effet été élu six fois sans interruption depuis 1977 jusqu'à sa démission en 2018.
Lors des élections régionales de 2010, la liste d'union de la gauche conduite par Jean-Paul Huchon a remporté 62,35 % des voix, contre 37,65 % pour Valérie Pécresse, UMP. Au précédent scrutin régional, en 2004, la liste de Jean-Paul Huchon était déjà arrivée première au deuxième tour avec 52,58 % des suffrages.
Les élections cantonales de 2004 ont vu la victoire de Philippe Démaret (PS) au deuxième tour avec 51,48 % des voix.
La victoire électorale de la gauche n'est toutefois pas systématique, ainsi sur des scrutins nationaux, comme les présidentielles et législatives 2007, ce sont les candidats de l'UMP qui sont arrivés en tête. Au premier tour de l'élection présidentielle 2002, c'est Lionel Jospin qui est arrivé devant Jacques Chirac, alors que l'inverse s'est produit au niveau national.
Lors du premier tour des élections municipales de 2020, la liste menée par la maire sortante Catherine Delprat —  qui avait succédé en 2018 à Bernard Angels après sa démission — (DVG) a obtenu la majorité absolue des suffrages exprimés, avec 53,07 %, devançant largement celles de Benoît Huet (Div, 18,93 %), de Dominique Joly (DVG, 18,38 %) et de Philippe Donon (DVG, 9,61 %), mors d'un scrutin marqué par 57,62 % d'abstention.

### Liste des maires
| Période                                  | Période                   | Identité                     | Étiquette | Qualité |
| ---------------------------------------- | ------------------------- | ---------------------------- | --------- | --- |
| Les données manquantes sont à compléter. |                           |                              |           | |
| 1879                                     | 1895                      | Léon Marie Constant Dansaert |           | |
| 1895                                     | 1917                      | Arthur Queriot               |           | |
| 1917                                     | 1919                      | Jules Catoir                 |           | |
| 1919                                     | 1931                      | Jules Tifaine                |           | |
| 1931                                     | 1935                      | Jules Catoir                 |           | |
| 1935                                     | 1944                      | Georges Caillot              |           | |
| 1944                                     | 1945                      | André Debessac               |           | |
| 1945                                     | 1947                      | Charles Moiroud              | PCF       | |
| 1947                                     | 1948                      | Charles Rousset              |           | |
| 1948                                     | 1958                      | Raoul Riet                   |           | |
| 1958                                     | 1965                      | Edmond Lavigne               |           | |
| 1965                                     | 1977                      | Michel Micheri               | UDR       | Conseiller général d'Écouen (1967 → 1973) |
| 1977                                     | octobre 2018              | Bernard Angels,              | PS        | Principal de collège Député du Val-d'Oise (8e circ.) (1991 → 1993) Sénateur du Val-d'Oise (1995 → 2011) Vice-président de la CA Roissy Pays de France (2016 → ?) Démissionnaire |
| octobre 2018                             | En cours (au 26 mai 2020) | Catherine Delprat            | PS        | Cadre bancaire puis professeur de danse Réélue pour le scrutin 2020-2026 |

### Politique de développement durable
La commune a engagé une politique de développement durable en lançant une démarche d'Agenda 21 en 2010.

## Population et société

### Démographie
L'évolution du nombre d'habitants est connue à travers les recensements de la population effectués dans la commune depuis 1793. Pour les communes de moins de 10 000 habitants, une enquête de recensement portant sur toute la population est réalisée tous les cinq ans, les populations de référence des années intermédiaires étant quant à elles estimées par interpolation ou extrapolation. Pour la commune, le premier recensement exhaustif entrant dans le cadre du nouveau dispositif a été réalisé en 2007.

En 2022, la commune comptait 7 173 habitants, en évolution de −0,26 % par rapport à 2016 (Val-d'Oise : +4 %, France hors Mayotte : +2,11 %).
| 1793 | 1800 | 1806  | 1821  | 1831  | 1836 | 1841 | 1846 | 1851  |
| ---- | ---- | ----- | ----- | ----- | ---- | ---- | ---- | ----- |
| 997  | 992  | 1 040 | 1 060 | 1 042 | 957  | 958  | 910  | 1 203 |

| 1856  | 1861  | 1866  | 1872  | 1876  | 1881  | 1886  | 1891  | 1896  |
| ----- | ----- | ----- | ----- | ----- | ----- | ----- | ----- | ----- |
| 1 200 | 1 282 | 1 296 | 1 259 | 1 524 | 1 360 | 1 550 | 1 262 | 1 444 |

| 1901  | 1906 | 1911 | 1921  | 1926  | 1931  | 1936  | 1946  | 1954  |
| ----- | ---- | ---- | ----- | ----- | ----- | ----- | ----- | ----- |
| 1 648 | 481  | 732  | 1 054 | 1 718 | 2 471 | 2 446 | 2 454 | 2 769 |

| 1962  | 1968  | 1975  | 1982  | 1990  | 1999  | 2006  | 2007  | 2012  |
| ----- | ----- | ----- | ----- | ----- | ----- | ----- | ----- | ----- |
| 3 024 | 3 887 | 4 494 | 4 338 | 4 846 | 7 084 | 7 347 | 7 383 | 7 253 |

| 2017  | 2022  | - | - | - | - | - | - | - |
| ----- | ----- | - | - | - | - | - | - | - |
| 7 188 | 7 173 | - | - | - | - | - | - | - |

### Manifestations culturelles et festivités
Depuis 2009 la ville d'Écouen organise une grande manifestation printanière, issue de l'ancienne « fête de la ville » : le Festival du Connétable, autour du personnage d'Anne de Montmorency (Connétable du Roi) qui fit édifier à la Renaissance le château qui surplombe la commune. La troisième édition de mai 2011 a rassemblé plus de 7 000 visiteurs et l'édition 2012 un peu plus de  8 600 festivaliers, ce qui en fait l'un des principaux temps forts de la saison culturelle du Val-d'Oise.
Cette manifestation associe la commune, l'office de tourisme d'Écouen, le musée national de la Renaissance et un grand nombre d'associations locales. Sa thématique est la Renaissance, et plusieurs arts sont présents : musique, danse, théâtre, calligraphie, peinture…

## Culture locale et patrimoine

### Lieux et monuments
À l'exception du château, situé dans la forêt au-dessus de l'agglomération, l'essentiel du patrimoine d'Écouen est situé dans le centre-ville, autour de l'hôtel de ville.
Écouen compte quatre monuments historiques sur son territoire :
- Château d'Écouen - musée national de la Renaissance, rue Emmanuel-Duverger (classé monument historique par liste de 1862[41]) :

Ce château fut édifié sur ordre d'Anne de Montmorency de 1538 à 1555 sur les plans de l'architecte Jean Bullant. Il constitue l'un des symboles de l'architecture Renaissance. Anne de Montmorency aurait décidé de sa construction au retour des guerres d'Italie aux côtés de François Ier, et se serait inspiré des palais italiens. Après l'exécution pour conspiration de son petit-fils le connétable Henri II de Montmorency en 1632, le château fut confisqué et remis à sa sœur, Charlotte d'Angoulême.
Il passa ensuite à la maison de Condé qui le conserva jusqu'à la Révolution. L'abbé Grégoire intervint pour que l'édifice ne soit pas dépecé et, en 1805, Napoléon y créa la première maison d'éducation pour les filles de membres de la Légion d'honneur.
Le château est restitué aux Condé sous la Restauration, puis remis à l'ordre de la Légion d'honneur sous la monarchie de Juillet.
En 1850, le « prince président » y réinstalla la maison d'éducation fondée en 1805, qui y resta jusqu'en 1962. André Malraux décida en 1969 d'y installer le musée national de la Renaissance, qui fut inauguré en 1977. Aujourd'hui il appartient donc à l'État, mais une partie du domaine (la forêt d'Écouen qui entoure le château) est encore la propriété de la Légion d'honneur. Le château d'Écouen présente la particularité de n'avoir subi pratiquement aucune modification architecturale d'ensemble au fil des siècles, en sorte qu'il constitue un témoignage exemplaire du style Renaissance.
- Église Saint-Acceul, place de l'Église (classée monument historique par liste de 1840[42]) :

Il s'agit de la seule église de France à porter ce nom. Elle est l'un des premiers monuments classés en France.
L'édifice, de fondation très ancienne, a été rebâti à partir de 1536. Le chœur et le bas-côté, achevés en 1545, portent partout la marque du connétable Anne de Montmorency, qui finança les travaux et les dix verrières. Le chantier fut sans doute réalisé sur les plans de l'architecte Jean Bullant, qui exprima d'ailleurs dans son testament le souhait d'être inhumé dans cette église, « au pied du crucifix ». Jean Bullant est également le principal architecte du château d'Écouen qui surplombe l'église. La nef a été édifiée en 1709 et la façade en 1852,. On peut visiter l'église Saint-Acceul en s'adressant à l'office de tourisme, en face.
- Grange dîmière, dans la cour intérieure de l'hôtel de ville (inscrite monument historique en 1985[44]) :

Ses murs remontent au XIVe siècle et sa charpente au XVIIe siècle. La grange appartenait au prieuré Saint-Martin-des-Champs, seigneur d'Écouen depuis 1060. Appelée localement « grange à dîmes », ce bâtiment imposant a été restauré au début des années 2000 par la commune et transformée en salle municipale. Y sont régulièrement organisés des concerts, réceptions et représentations théâtrales. Le bâtiment bénéficie d'une acoustique remarquable.
- Fort d'Écouen (classé monument historique en 2007[45]) :

Cet ouvrage, élément de la deuxième ceinture de forts protégeant Paris réalisée de 1870 à 1890, dans le cadre des fortifications du Système Séré de Rivières, est situé dans la forêt, au sommet de la butte. Sa construction fut décidée à la suite de la défaite de la guerre franco-allemande de 1870. Le bastion d'Écouen est érigé de 1875 à 1878.

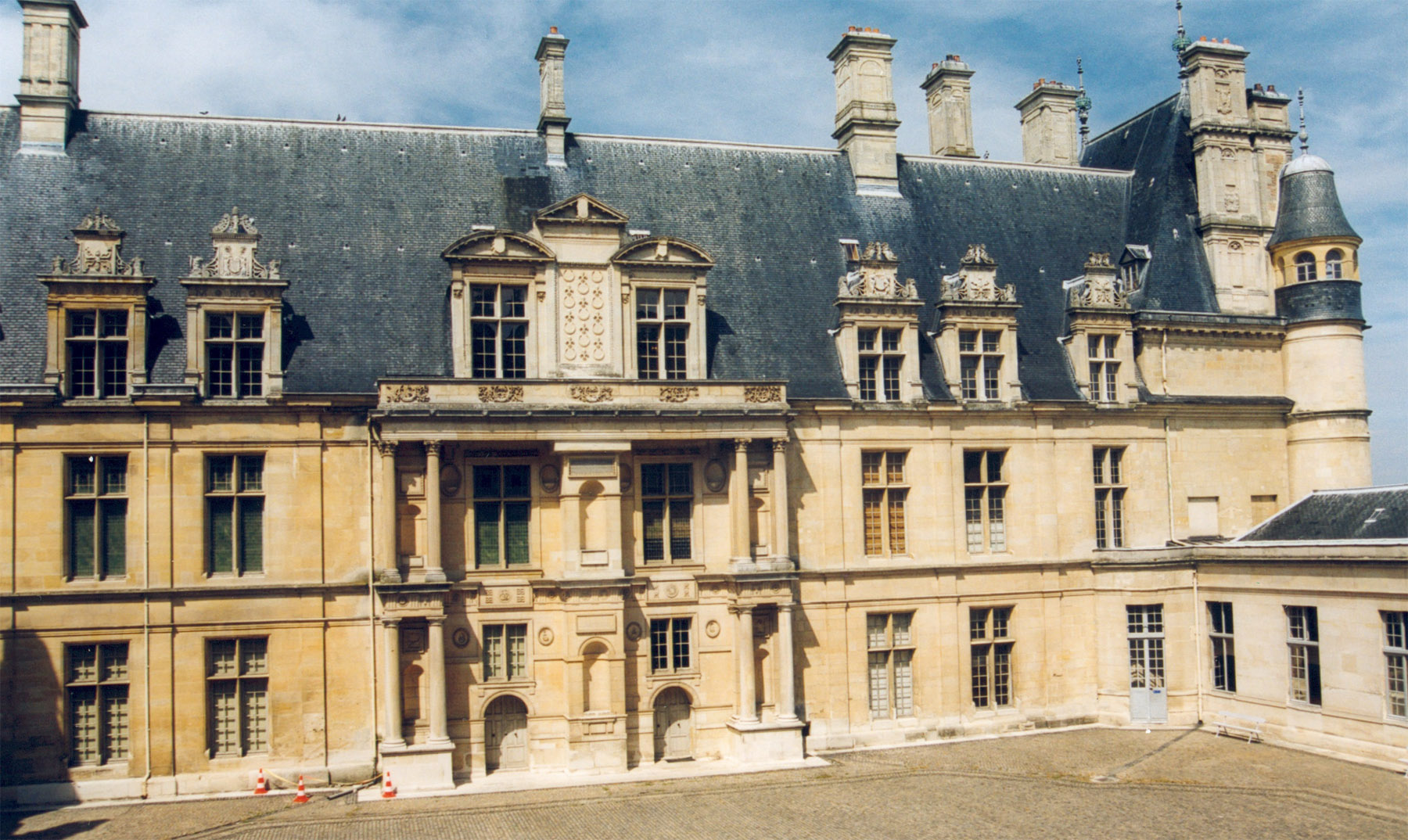
Le château d'Écouen.
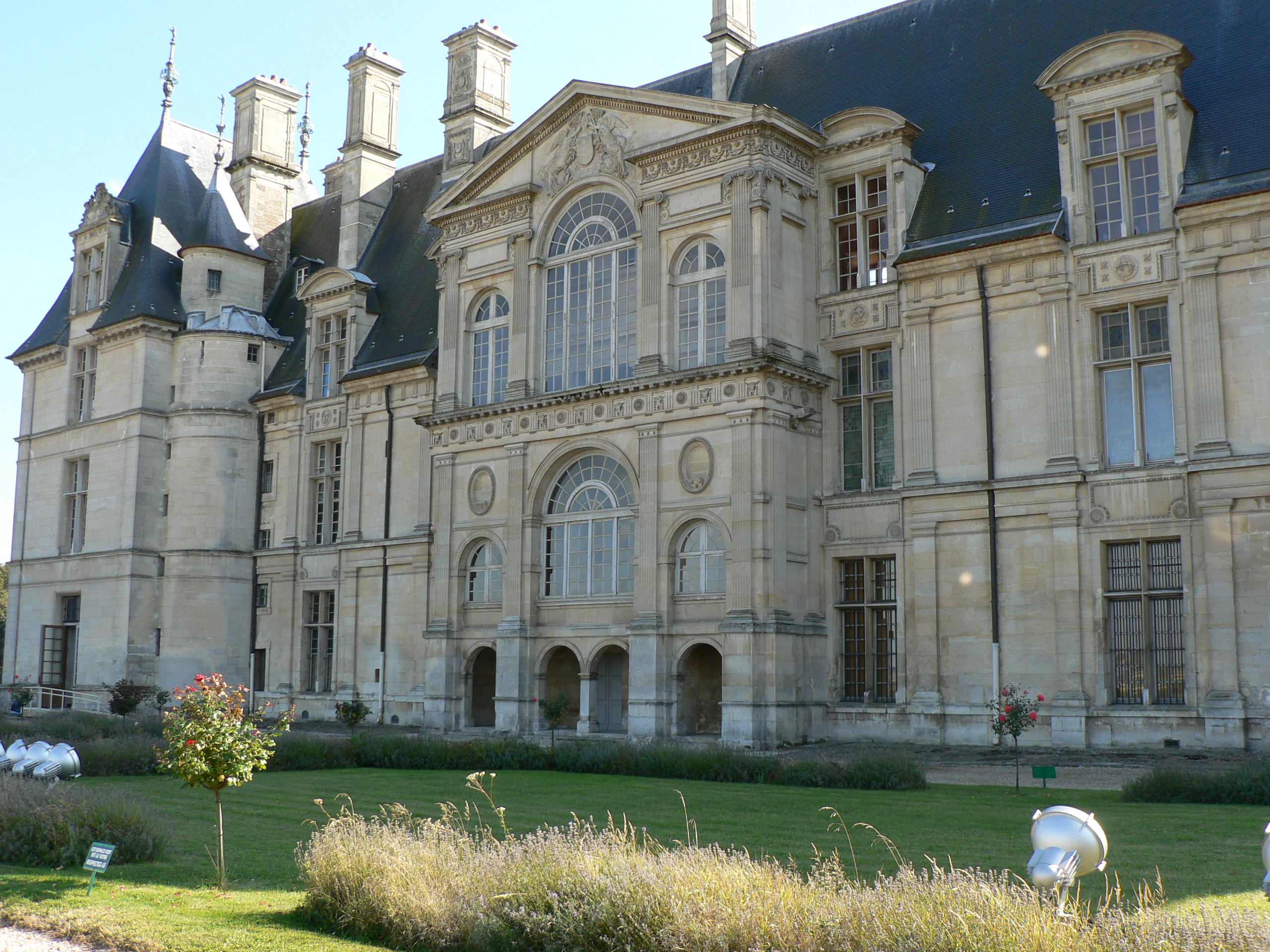
La façade principale donnant sur la Plaine de France.
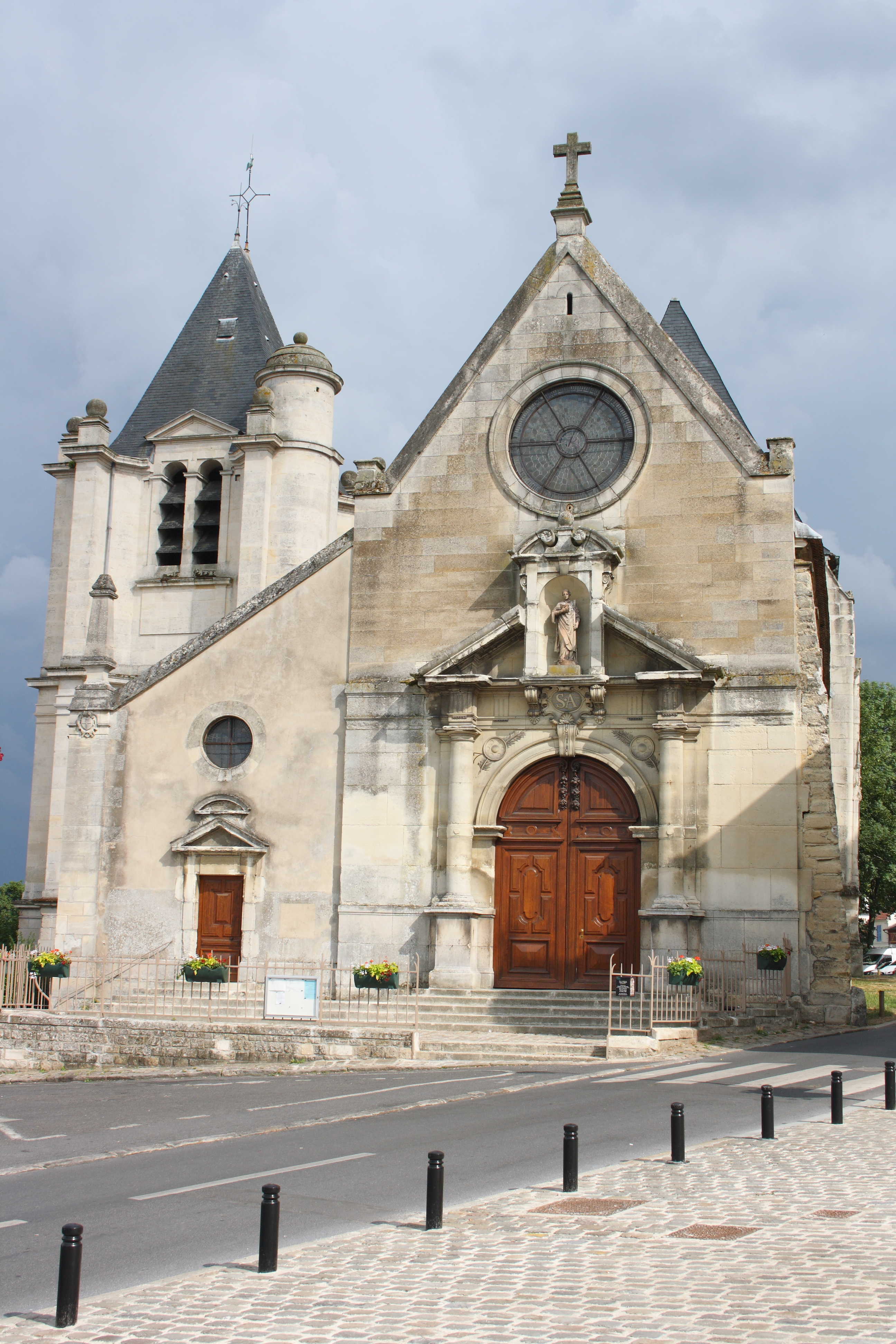
L'église Saint-Acceul.
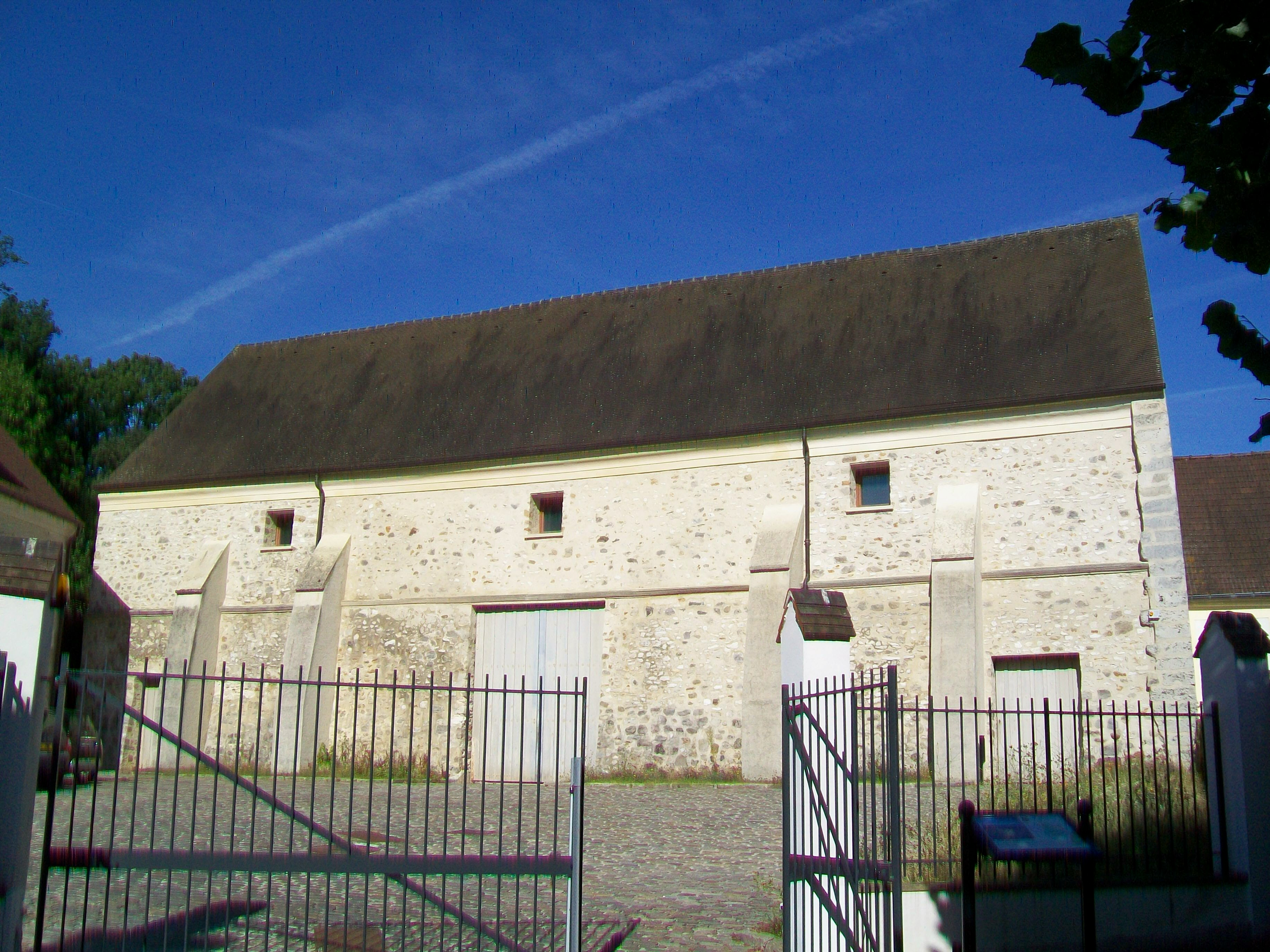
Grange dîmière.
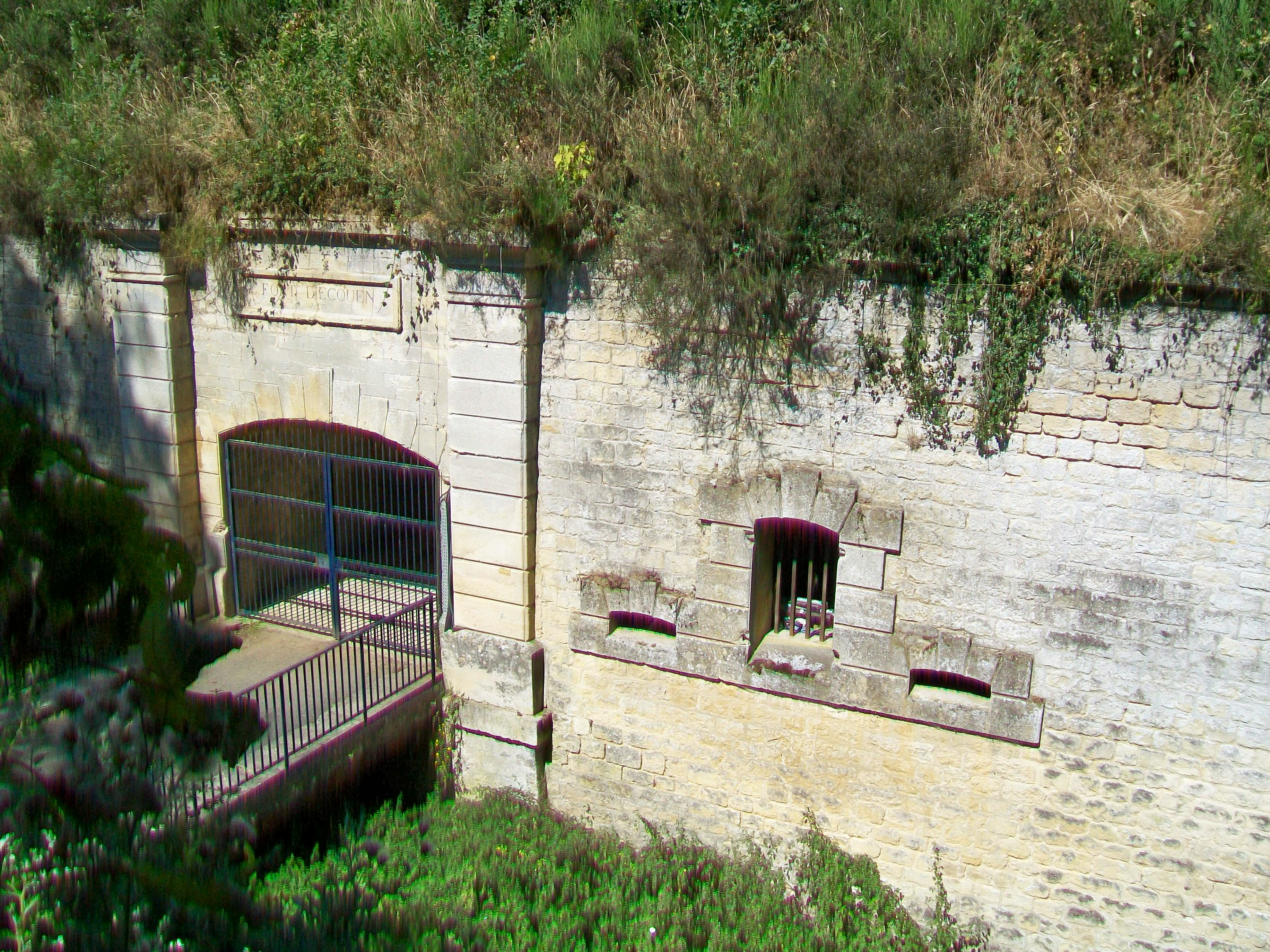
Le fort d'Écouen.

On peut également signaler :
- Monument aux morts, au cimetière d'Écouen, rue Jacques-Yvon : ce monument érigé en l'honneur des soldats natifs d'Écouen morts pour la France lors de la Première Guerre mondiale arbore un bas-relief, représentant la mère patrie apportant un bouquet de fleurs.
- Maison de Félix-Justin Gardon, 10 rue Jacques-Yvon : le peintre (1852-1921) de l'école d'Écouen y élit domicile en 1906. Il est connu pour ses natures mortes sur faïence[b 5].
- Maison de Jean Le Vacher, 2 place Jean-le-Vacher : cette maison se fait remarquer par la haute fenêtre d'un atelier d'artiste dans la mansarde. Le 15 mars 1619, y est né Jean Le Vacher, prêtre lazariste et consul général de France à Tunis et à Alger, tué par la maladie d'après Joseph Gianola, exécuté en 1665 par le Dey d'Alger[b 6] pour trahison selon d'autres sources.
- Manoir des Tourelles, en face de l'église : il s'élève à l'emplacement de la roseraie du château, vendu par les princes de Condé puis loti. Sa façade de la fin du XVIIIe siècle est cantonnée de deux tours rondes des deux étages. Après une longue période d'abandon, le manoir abrite désormais l'office de tourisme d'Écouen. Sa restauration par la commune en 2008-2009 a été récompensée par un Ruban du Patrimoine. Le manoir se visite : outre l'office de tourisme, une exposition permanente consacrée à Louis Théophile Hingre, sculpteur et affichiste d'Écouen, et une galerie d'exposition y sont installées. S'y ajoutent un « atelier vitrail » ainsi qu'un salon de thé avec sa terrasse. Dans le jardin du manoir, un chemin piéton permet de monter directement au château sans faire le long détour par le parc[b 7].
- Escalier au sud de la place de la Mairie : cet escalier s'ouvrant derrière un court passage sous une maison particulière provient d'une époque non déterminée[b 4]. Il aboutit devant la façade nord du château et permet d'accéder au parc du château par l'ouest, ce qui oblige à contourner l'édifice pour rejoindre l'entrée située à l'est.
- Ancien tribunal d'instance, 22 rue de la Grande-Fontaine : cet ancien hôtel particulier de la fin du XVIIIe siècle a été la propriété du peintre Jules-Paulin Lorillon (1836-1912)[b 7]. Après la suppression du tribunal en 2008, la municipalité a acquis la vieille demeure pour y installer sa maison des Solidarités. Le petit parc qui l'entoure est désormais un jardin public. Il abrite un petit mémorial pour l'appel du 18 Juin du général de Gaulle.
- Lavoir, 22 rue de la Grande-Fontaine : ce lavoir alimenté par une source aujourd'hui tarie se situe en dessous du niveau de la rue. De forme triangulaire, il est enserré entre la rue, une immeuble et l'actuel parc municipal.
- Croix de mission, rue de la République / avenue du Connétable : installée en 1860, cette croix avait comme objectif de rappeler l'acte de piété collective qu'est la mission, organisée régulièrement pour raviver la foi chrétienne au sein de la population[b 4].
- Ancienne laiterie, rue de la Grande-Fontaine / rue de la République : dans ce petit complexe de bâtiments du XIXe siècle en meulière et brique rouge, fut stocké puis vendu le lait recueilli auprès des fermes des alentours[b 8].
- Bibliothèque municipale André-Malraux, 21 rue du Four-Gaudon : elle a été aménagée dans l'ancienne propriété Lemaire du XIXe siècle, dont le parc d'agrément est devenu un jardin public. La façade sur le parc se singularise par ses fenêtres arquées sur deux niveaux et l'alternance de briques rouges et ocre, choix de matériaux rare dans la région[b 8].

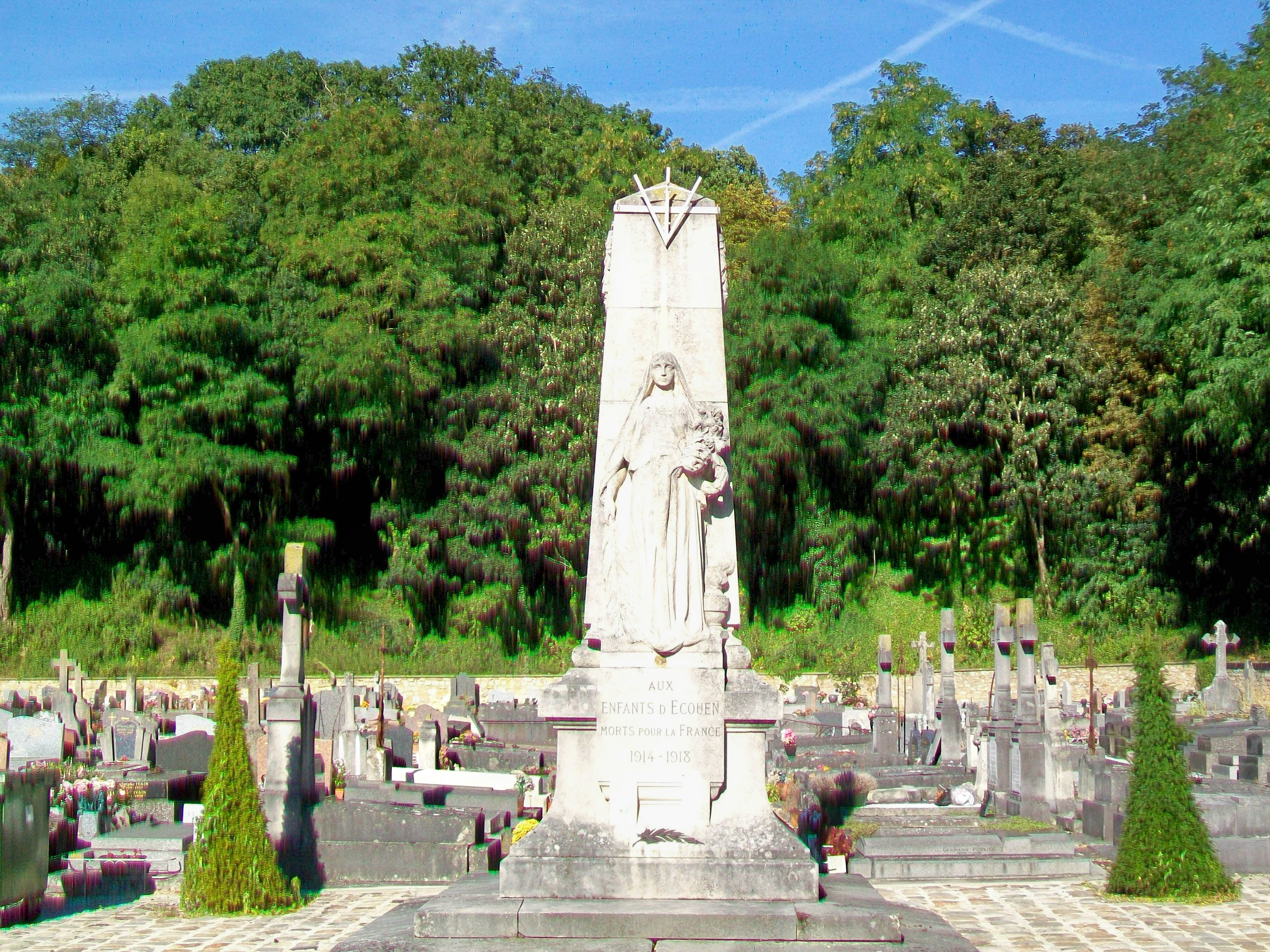
Monument aux morts.
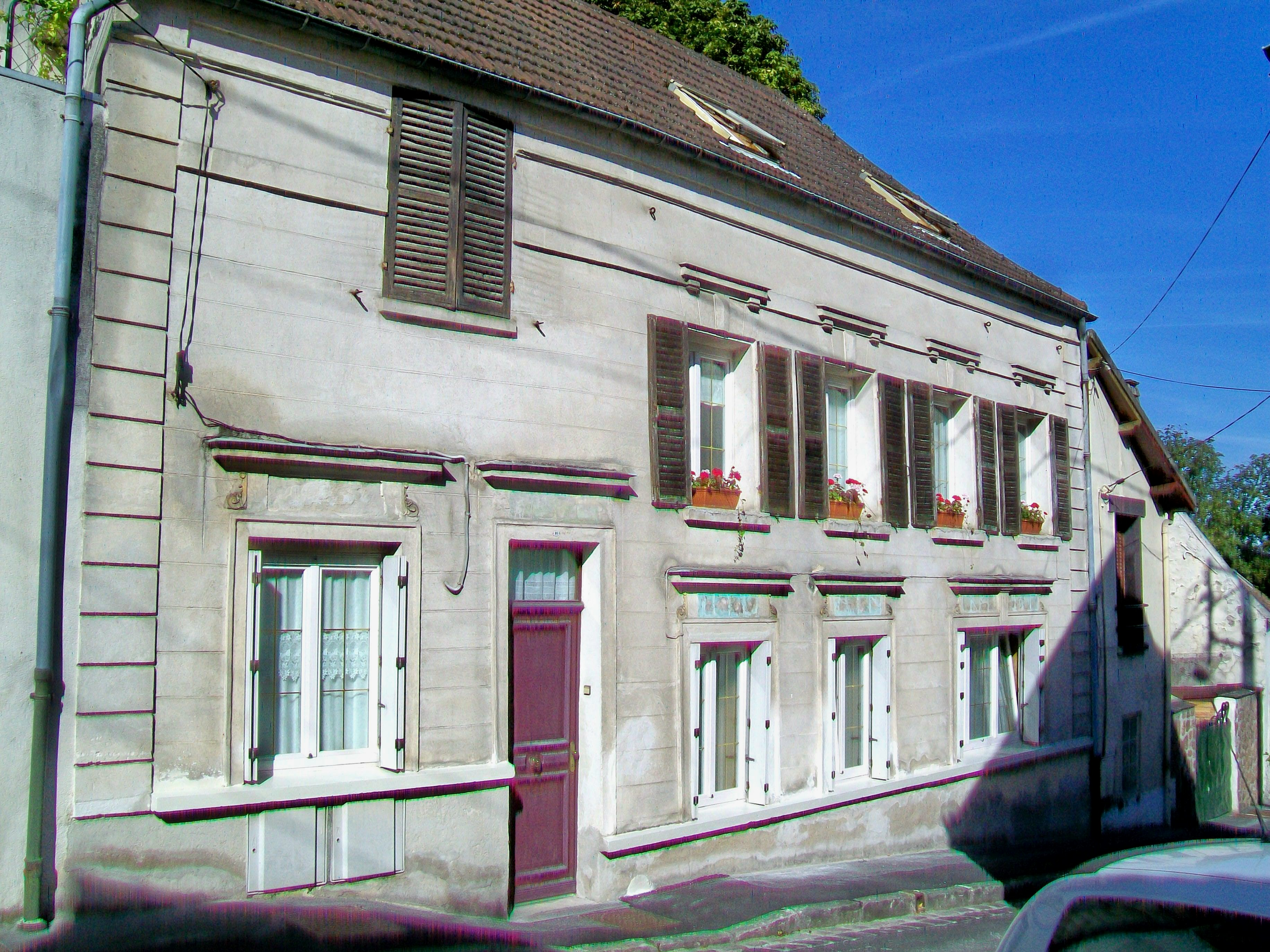
Maison de Félix-Justin Gardon.
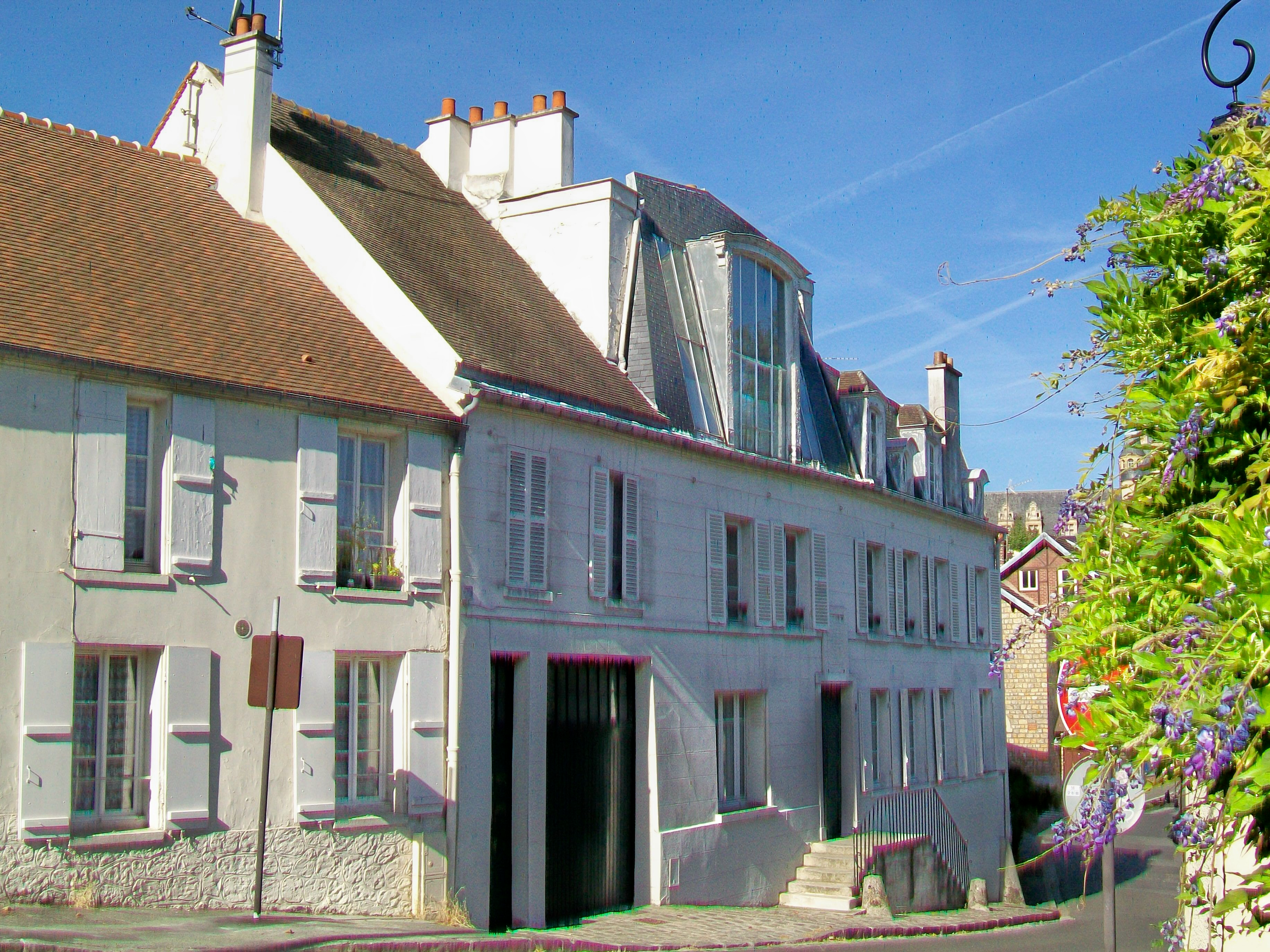
Maison de Jean Le Vacher.
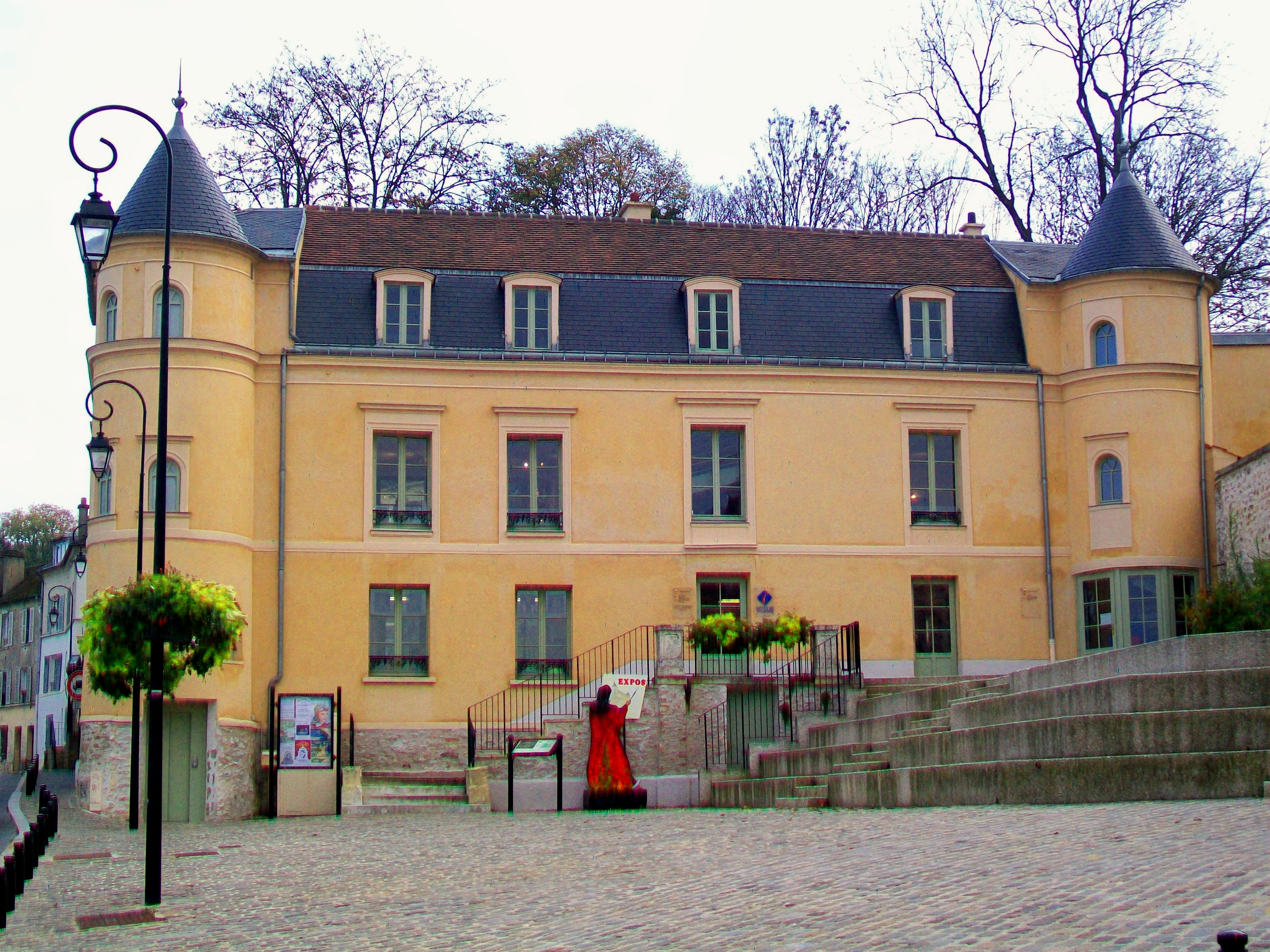
Manoir des Tourelles.
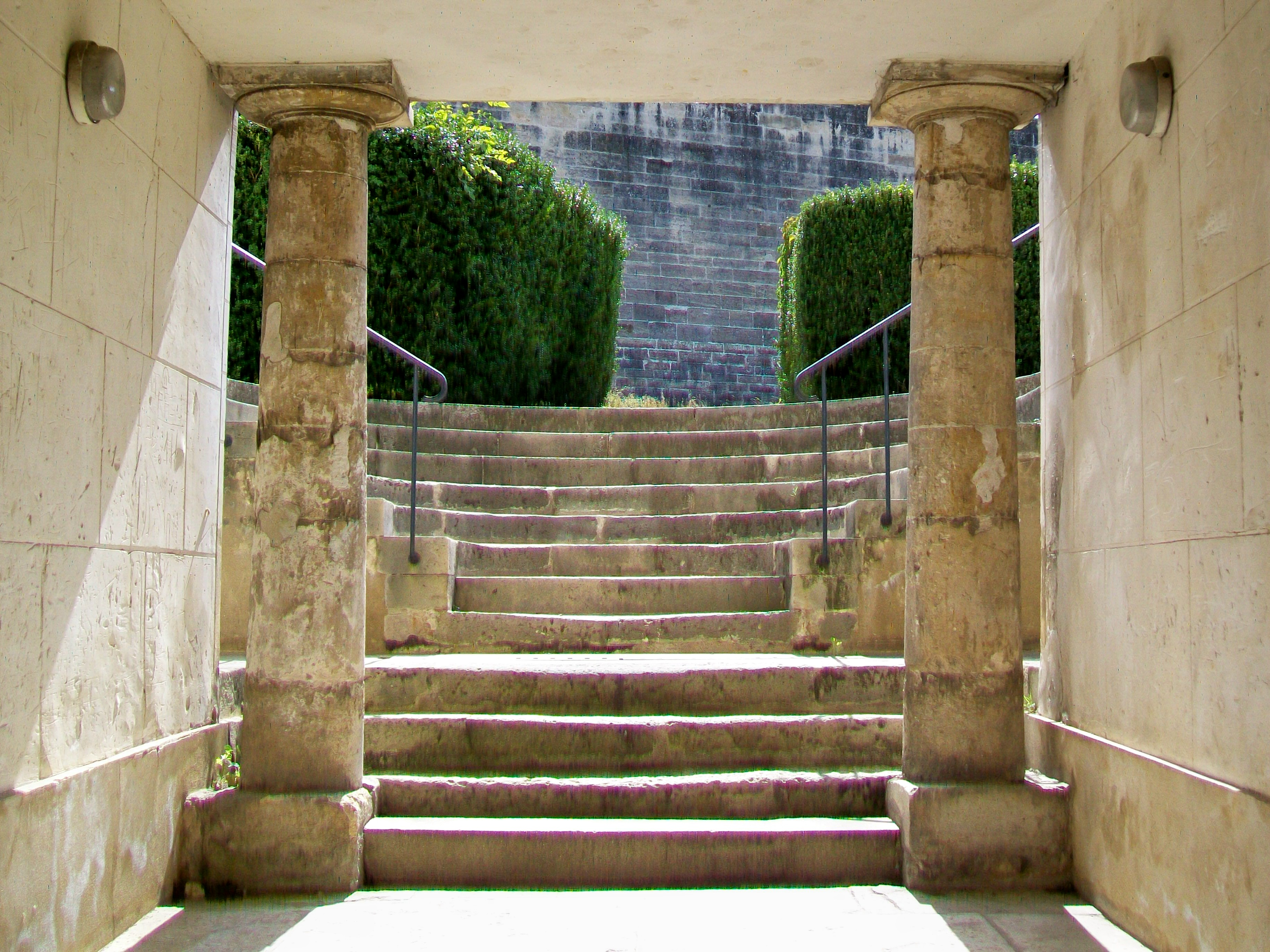
Escalier vers le château.
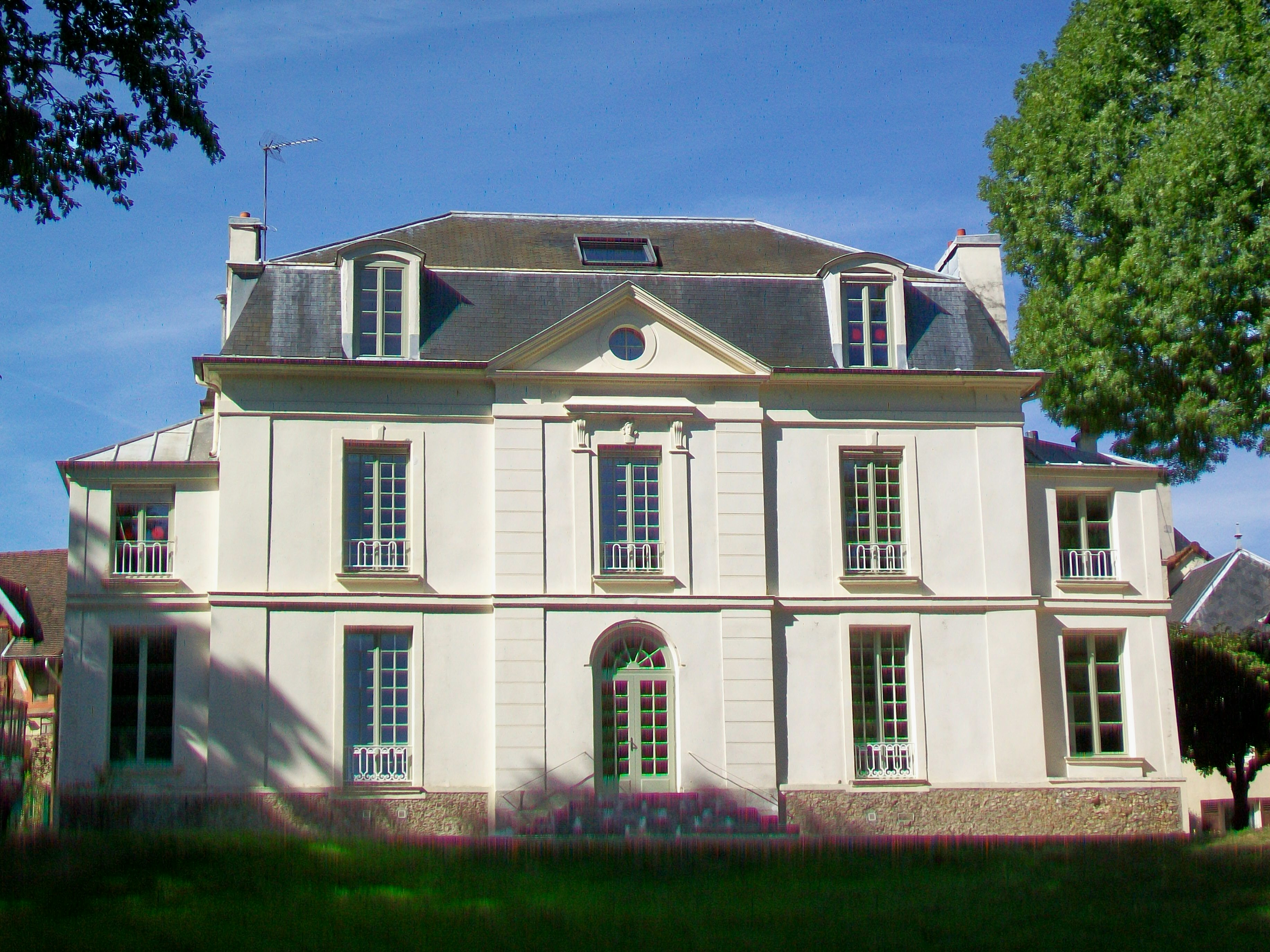
Ancien tribunal d'instance.
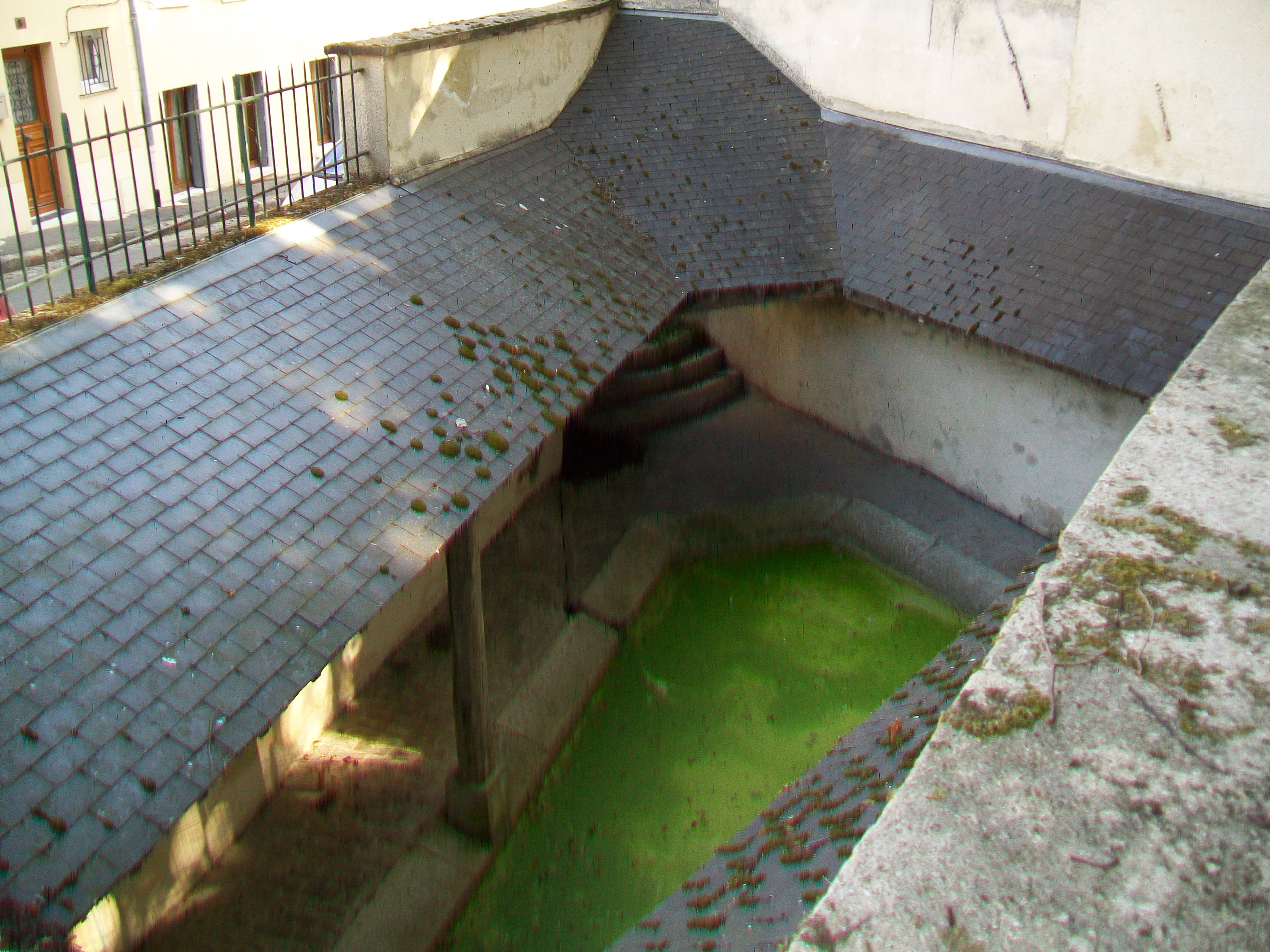
Lavoir municipal.
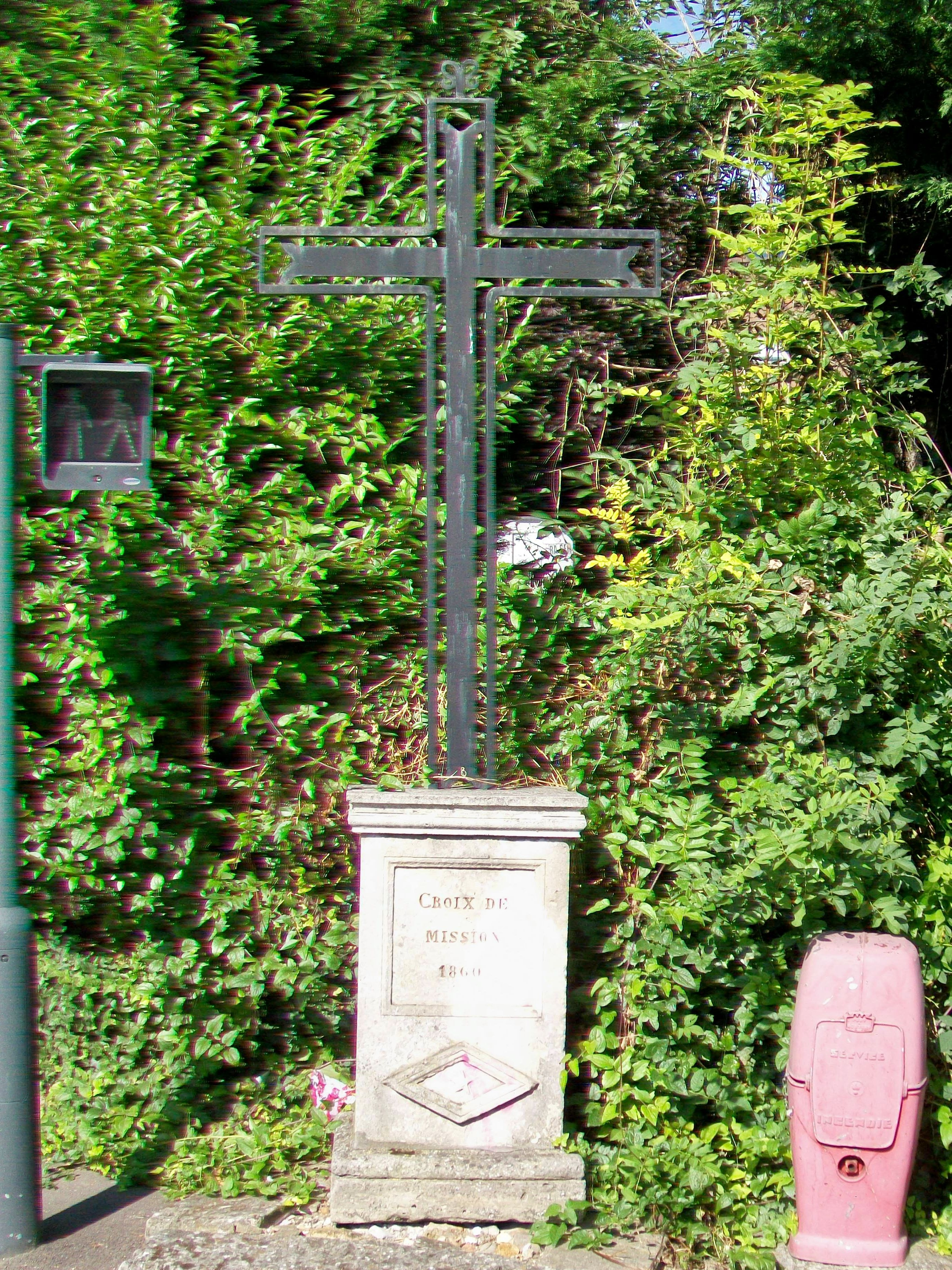
Croix de mission.
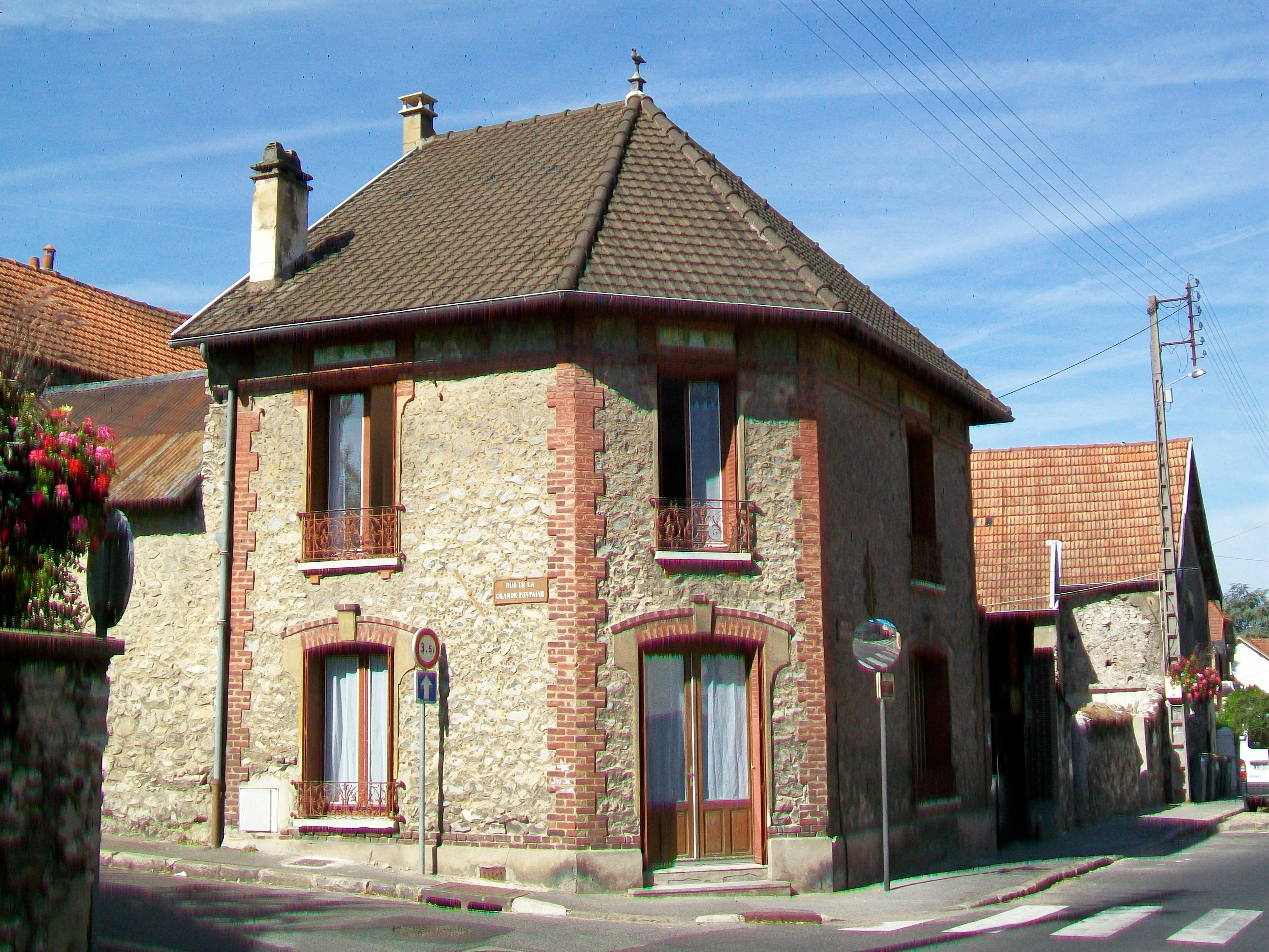
Ancienne laiterie.
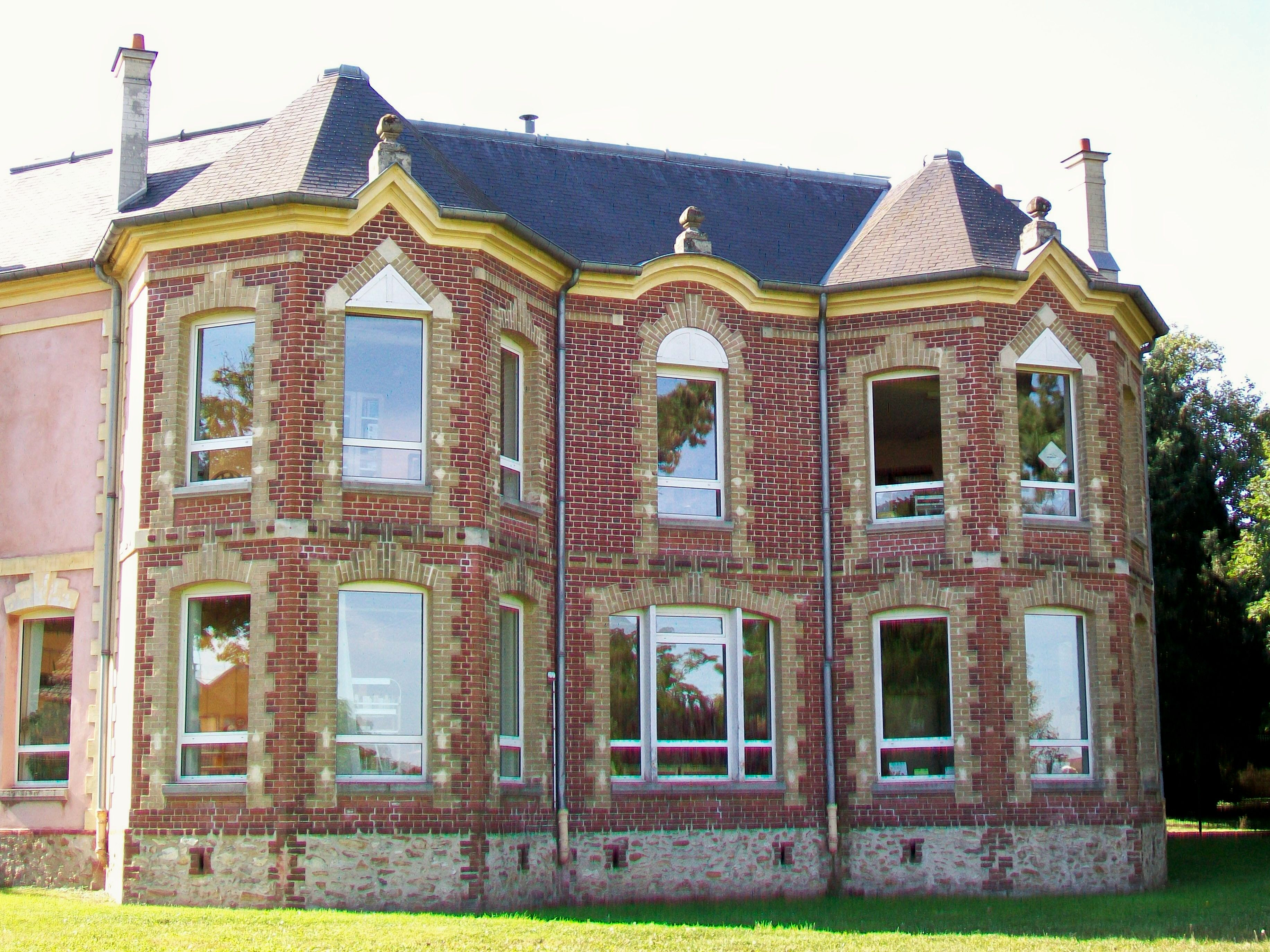
Bibliothèque municipale.

### La colonie d'artistes d'Écouen
Pendant la seconde moitié du XIXe siècle, une colonie d'artistes français et étrangers s'installa à Écouen, attiré par le paysage unique de la ville. Dès 1830, un grand nombre d'artistes, notamment des peintres, quittent Paris et les zones urbaines, pour s'installer dans la proche campagne. C'est ainsi qu'un groupe d'artistes choisit Écouen, alors village de mille habitants, pour installer leur atelier. Parmi ces peintres on peut citer Pierre-Édouard Frère, Guillaume Seignac, Pancrace Bessa, August Friedrich Schenck, Jules-Paulin Lorillon, Louis Théophile Hingre (également sculpteur et affichiste) ou encore Paul-Constant Soyer. Ces noms, pour la plupart inconnus aujourd'hui, étaient célèbres à leur époque, soutenus par les critiques d'art les plus renommés tels que l'Anglais John Ruskin. Leur style particulier et leur grande notoriété donnèrent naissance à l'École d'Écouen.
Au fil du XIXe siècle, le groupe évolue de 10 à 20 artistes en permanence installés à Écouen. Au total, de 1856 à la fin du siècle, la commune a ainsi accueilli plus d'une centaine de peintres. Certains se livrèrent à l'enseignement des techniques artistiques et accueillirent des élèves étrangers tels que Henry Bacon ou George Henry Boughton. La colonie commença à décliner à la fin du XIXe siècle après la mort de Pierre-Édouard Frère en 1886.
Il subsiste de nombreux témoignages de la présence de ces peintres, notamment des maisons dotées de grandes verrières, propres aux ateliers de peintres. Plusieurs rues d'Écouen portent le nom de ces artistes. Depuis les années 1990, la municipalité d'Écouen a entrepris un important travail de recherche sur cette colonie et d'acquisition de tableaux de cette époque. Ils sont exposés en permanence au premier étage de la mairie. L'exposition, composée d'une trentaine de toiles, est accessible librement aux heures d'ouverture de la mairie. Enfin une exposition permanente consacrée à Louis Théophile Hingre (peintre, sculpteur et affichiste) est en accès libre à l'office de tourisme d'Écouen

### Écouen dans les arts
Ont été tournés à Écouen :
- 1962 : Le Masque de fer d'Henri Decoin
- 1989 : La Révolution française de Robert Enrico et Richard T. Heffron
- 1995 : Les Anges gardiens de Jean-Marie Poiré
- 2005 : Galilée ou l'Amour de Dieu de Jean-Daniel Verhaeghe
- 2008 : Rose et Noir de Gérard Jugnot
- 2010 : Nicolas le Floch un épisode de la saison 3.

Il est parfois dit à tort qu'Ecouen aurait hébergé le tournage de Tchao Pantin en 1983 ; cette erreur provient de la confusion entre un bar qui se trouvait à l'angle de la rue Desargues et la rue de l'Orillon à Paris et la rue Lorillon à Ecouen.

### Personnalités liées à la commune
- Bernard Palissy (1510-1589), artiste.
- Jean Goujon (1510-1562), sculpteur ;
- Anne de Montmorency (1492-1567), seigneur des Montmorency, connétable de France ;
- Jean Bullant (1515-1578), architecte, est mort à Écouen ;
- Théophile de Viau (1590-1626), poète ;
- Pancrace Bessa (1772-1846), peintre, est mort à Écouen ;
- Pierre-Laurent Wantzel (1814-1848), mathématicien, a fait ses études au collège d'Écouen
- Pierre-Édouard Frère (1819-1868), peintre de l'école d'Écouen mort à Écouen ;
- Théophile Emmanuel Duverger (1821-1901), peintre, vit à Écouen ;
- Louis Théophile Hingre (1832-1911), affichiste, sculpteur né à Écouen ;
- Mary Cassatt (1844-1926), peintre
- Guillaume Seignac (1870-1924), peintre de l'école d'Écouen ;
- Lucie Decosse (1981-), championne de judo a été formée à Écouen ;
- Bernard Angels (1944-), homme politique ;
- Christophe Dauphin (1968-), poète et critique littéraire, vit à Écouen ;

Plusieurs personnalités nationales ou locales du Parti socialiste sont originaires ou ont fait leur carrière politique à Écouen :
- Bernard Angels, maire d'Écouen, sénateur du Val-d'Oise, ancien député, ancien vice-président du Sénat ;
- Charlotte Brun, première adjointe du maire d'Écouen, conseillère régionale d'Île-de-France, secrétaire nationale du Parti socialiste, ancienne présidente du Mouvement des Jeunes Socialistes ;
- Philippe Démaret, ancien adjoint au maire d'Écouen, conseiller général du canton d'Écouen, vice-président du conseil général.

### Héraldique et logotype
| Armes d'Écouen | Les armes d'Écouen se blasonnent ainsi : D'or à la croix de gueules cantonnée de seize alérions d'azur ordonnés 2 et 2, au franc-canton d'azur chargé d'une aigle romaine d'or |

Le blason d'Écouen est en fait issu des armoiries de la Maison de Montmorency, qui furent les bâtisseurs du château à la Renaissance. Il est d'ailleurs très semblable au blason des villes de Montmorency, Eaubonne, Saint-Brice-sous-Forêt, qui furent toutes sous la domination de cette maison. Les alérions symbolisent les batailles remportées par les Montmorency au côté des Rois de France.
Jusqu'en 2010, la commune d'Écouen a toujours utilisé le blason en tant que logo, en signe de reconnaissance de son riche patrimoine et de son histoire liée à la Maison de Montmorency. Cependant, depuis le 2 septembre 2010, la Ville d'Écouen utilise un nouveau logo, plus moderne (typographie grasse et en bâton), mais qui utilise toujours le blason. La courbe verte symbolise à la fois les espaces naturels d'Écouen (parcs, forêt, champs), et la butte sur laquelle est posée la ville. Le mélange de modernité et de tradition symbolise l'aspect tant urbain que rural de la commune. Il a été créé par les services municipaux.